# Botkyrka kyrka
Botkyrka kyrka är en kyrkobyggnad i norra Botkyrka kommun. Den är församlingskyrka i Botkyrka församling i Stockholms stift. Den första kyrkan på platsen var en träkyrka som uppfördes år 1129, nuvarande stenkyrka går tillbaka till år 1176. Vid kyrkan finns bland annat en kopia av gravvården efter Botvids bror Björn, kyrkans byggherre - det så kallade "Botkyrkamonumentet" från omkring 1150, originalet förvaras på Historiska Museet. 

## Kyrkobyggnaden
Botkyrka kyrka är medeltida. Från början hette den Bothwidiia Kirkia efter martyren och skyddshelgonet Sankt Botvid. Botvid dog någon gång under 1120-talet, och hans bror Björn byggde år 1129 en stavkyrka i trä på Hammarby gårds ägor nära sjön Aspen i nuvarande norra Botkyrka. Träkyrkan ersattes av Bothwidiia Kirkia, en stenkyrka i romansk stil med rundbågefönster och absid. År 1176 invigdes kyrkan
av Stefan, förste ärkebiskopen i Uppsala tillsammans med Vilhelmus, biskopen i Strängnäs. Av den ursprungliga träkyrkan finns inget kvar men troligen låg den på samma plats som nuvarande kyrkobyggnad.

### Medeltida tillbyggnader
Långhuset är den del av kyrkan som bevarats till nutid. Sedan dess har en del tillbyggnader gjorts. Under medeltiden förlängdes kyrkan åt öster då det ursprungliga koret revs och ersattes av det nuvarande rakt avslutade koret. Sakristian och vapenhuset tillkom under medeltiden och är troligen samtida. Kyrktornet ingick i de ursprungliga byggplanerna men uppfördes först någon gång under tidsperioden 1180–1249. Två utskjutande förbandsstenar finns ovanför markytan på långhusets västgavel, vilket visar att man från början hade tänkt bygga ett bredare torn än det som byggdes. Under 1400-talet försågs kyrkorummets innertak med fyra stjärnvalv av tegel. Några kalkmålningar verkar valven aldrig ha haft.

### Senare ombyggnader
År 1735 återuppbyggdes tornspiran efter att ha varit nedfallen en längre tid. Nuvarande portal genom tornet tillkom 1763.

### Byggnadsdetaljer

Exteriör
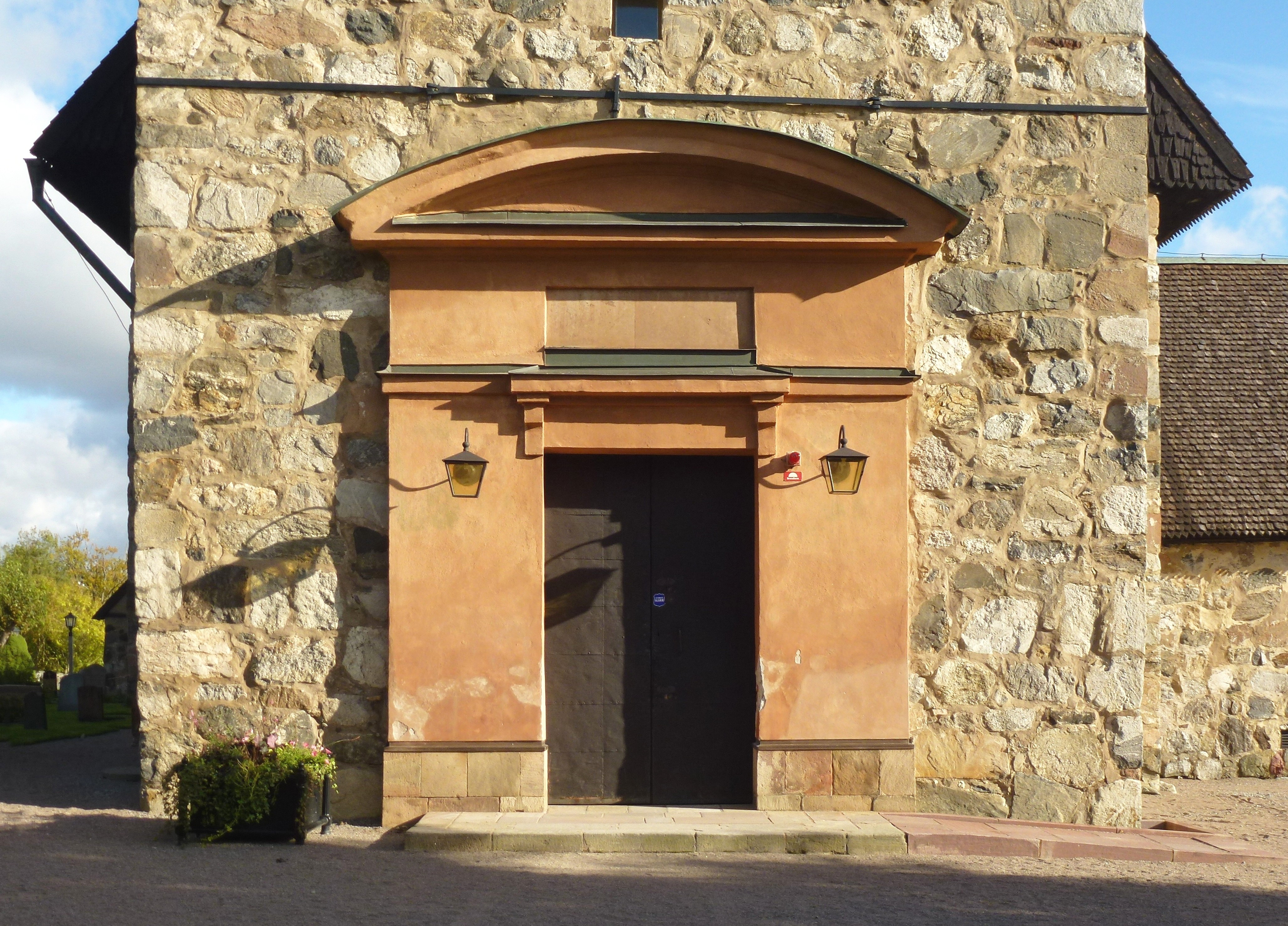
Portalen
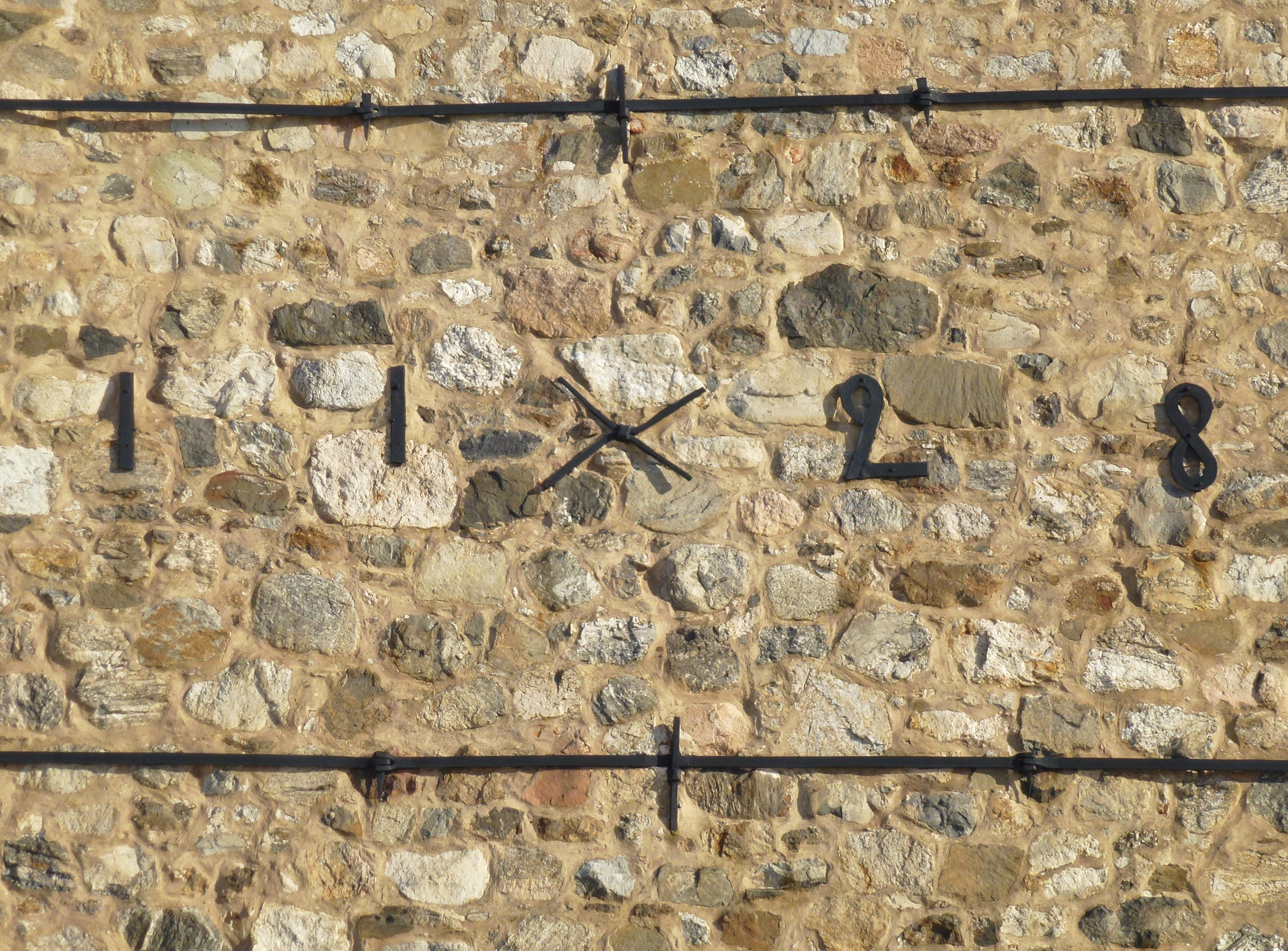
Datum "1128" över porten
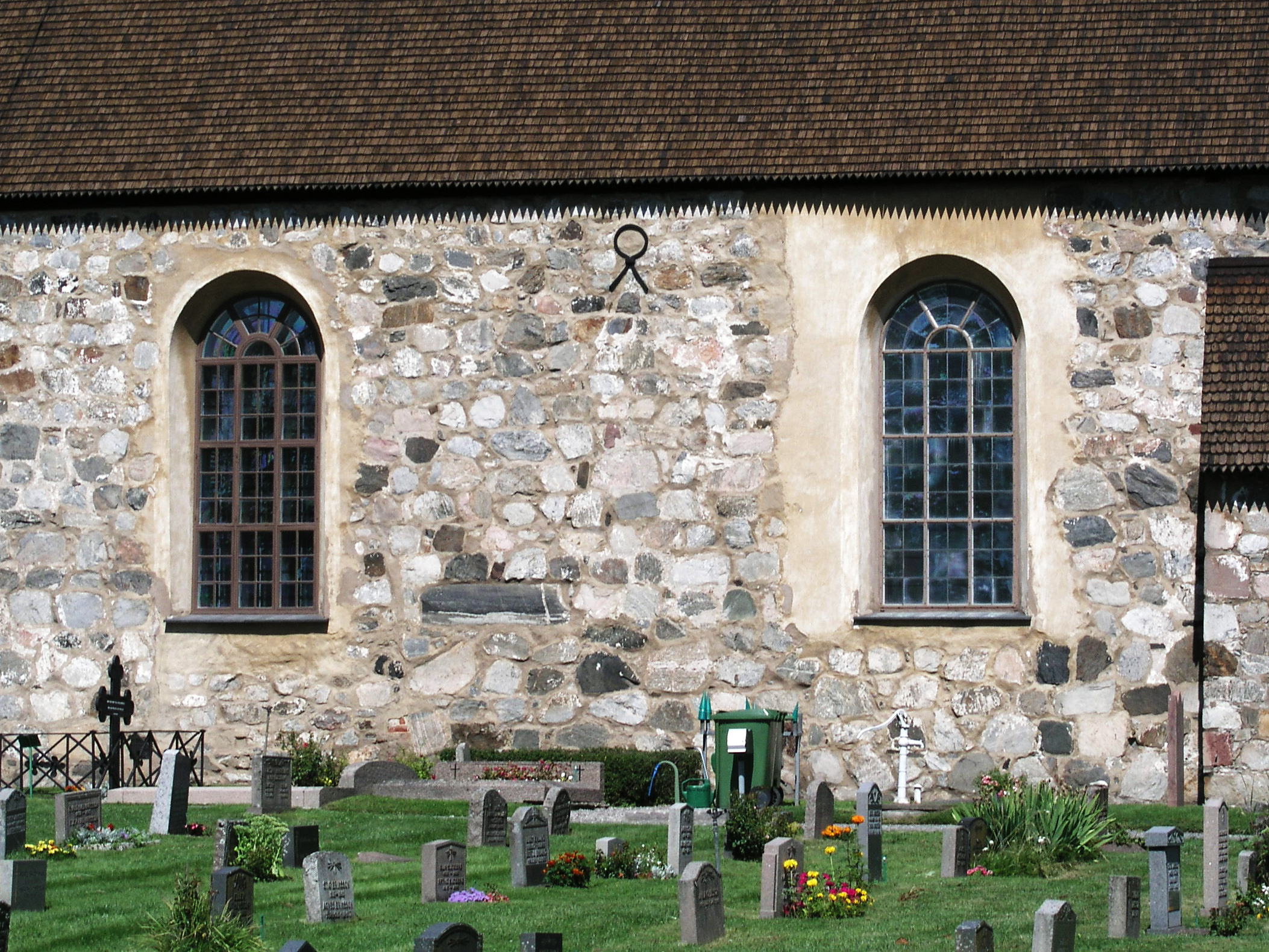
Fasaddetalj
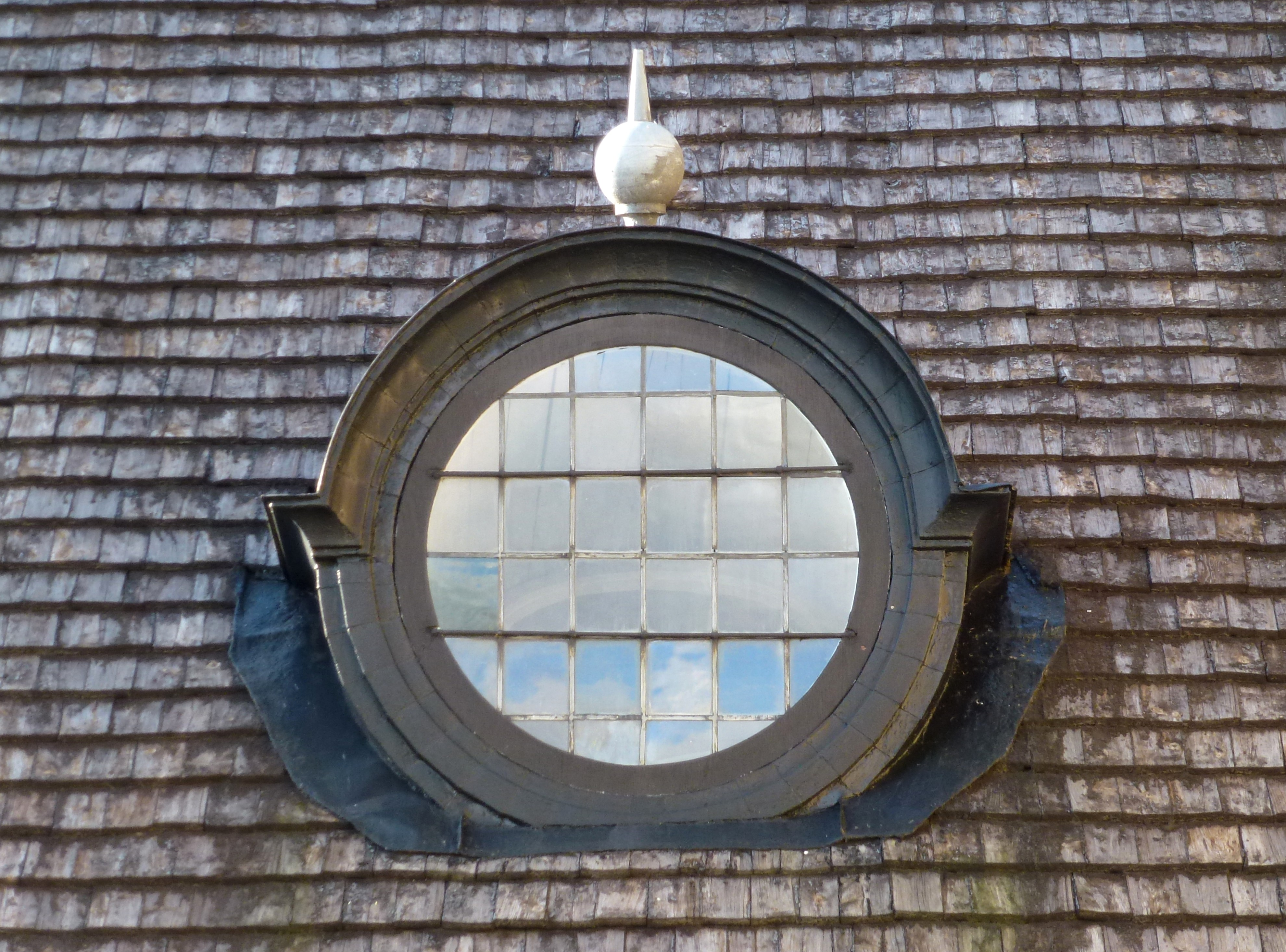
Takfönster
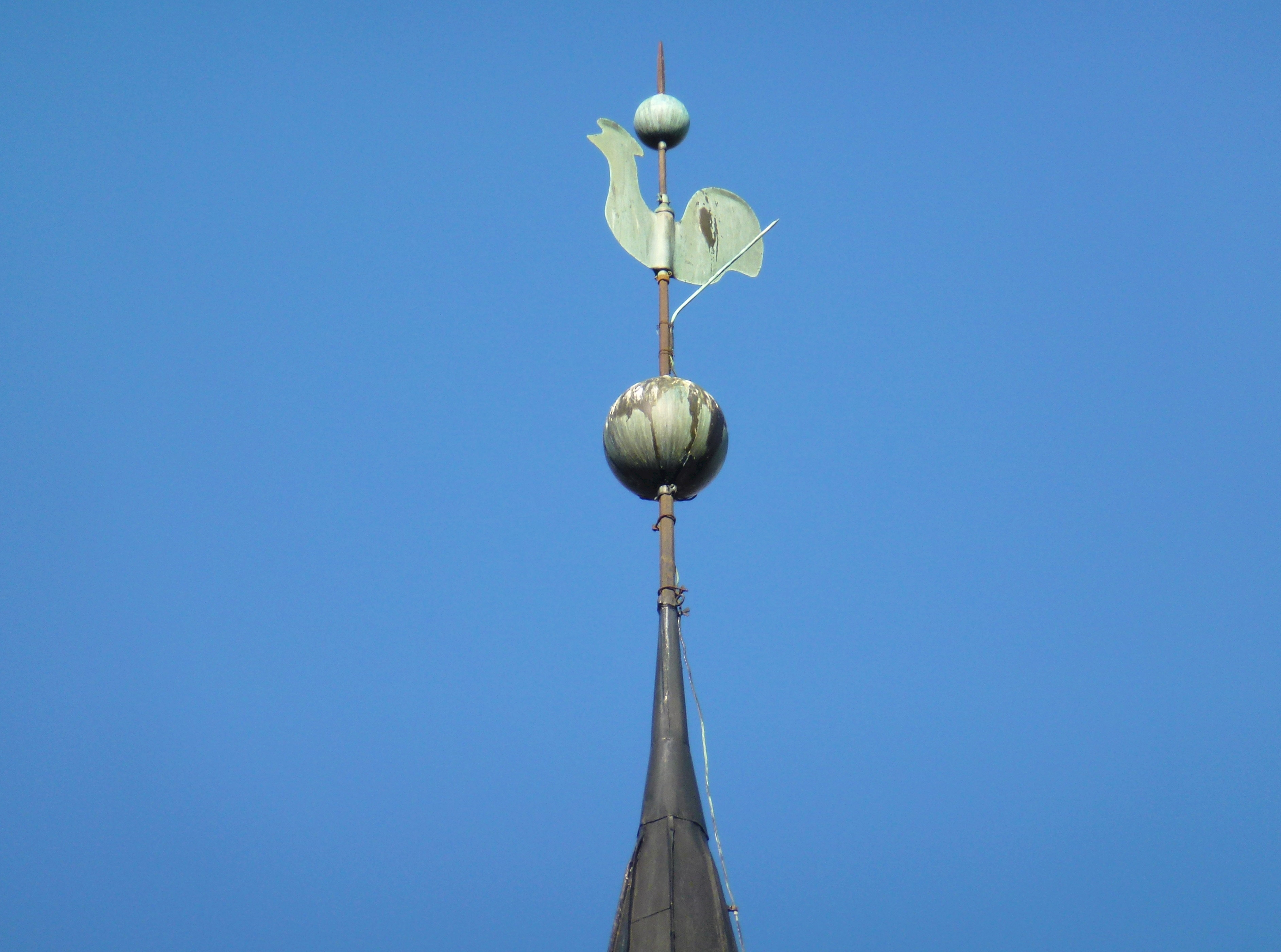
Tornspiran, tuppen

Interiör
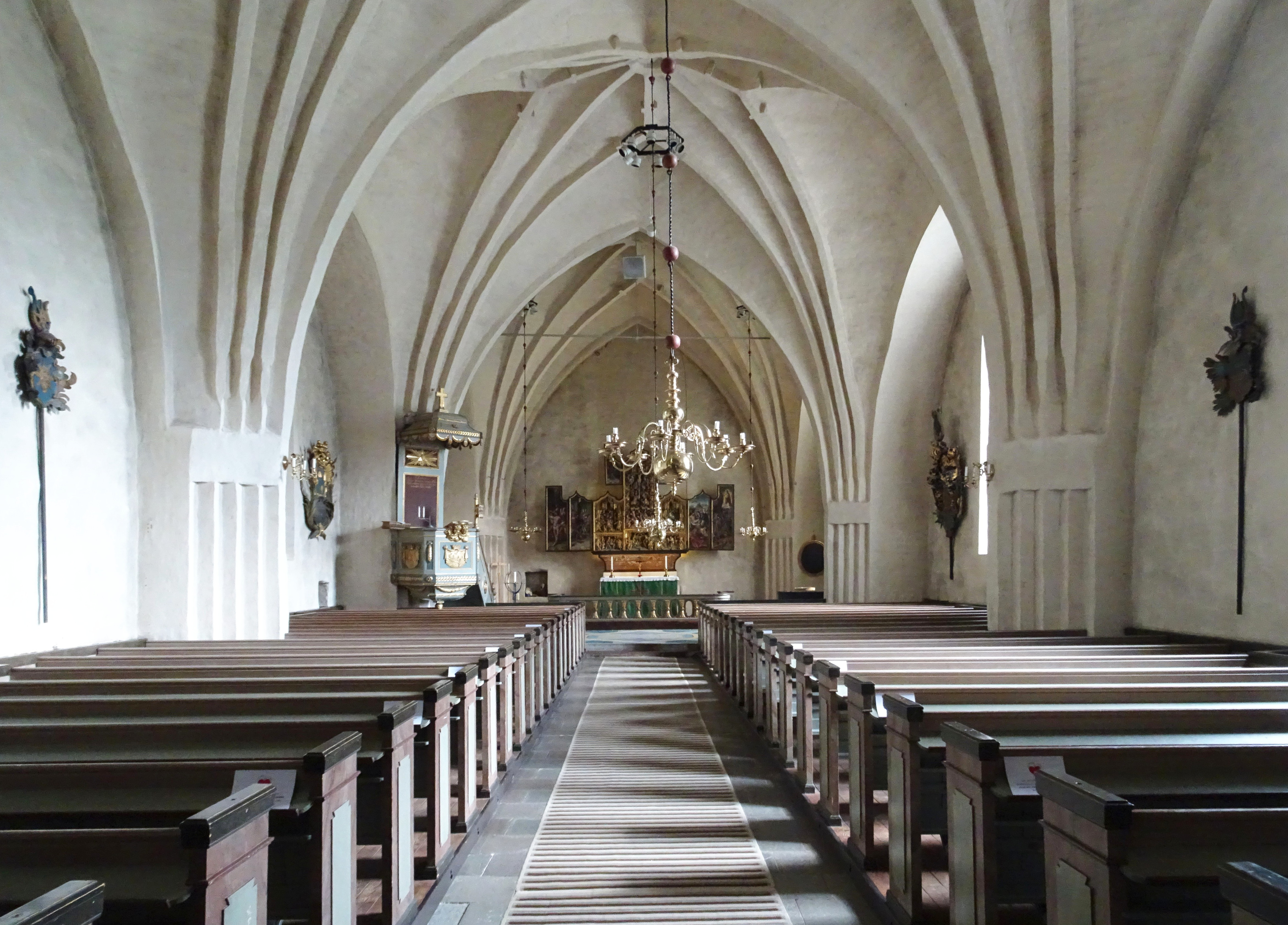
Kyrkorummet mot altaret.
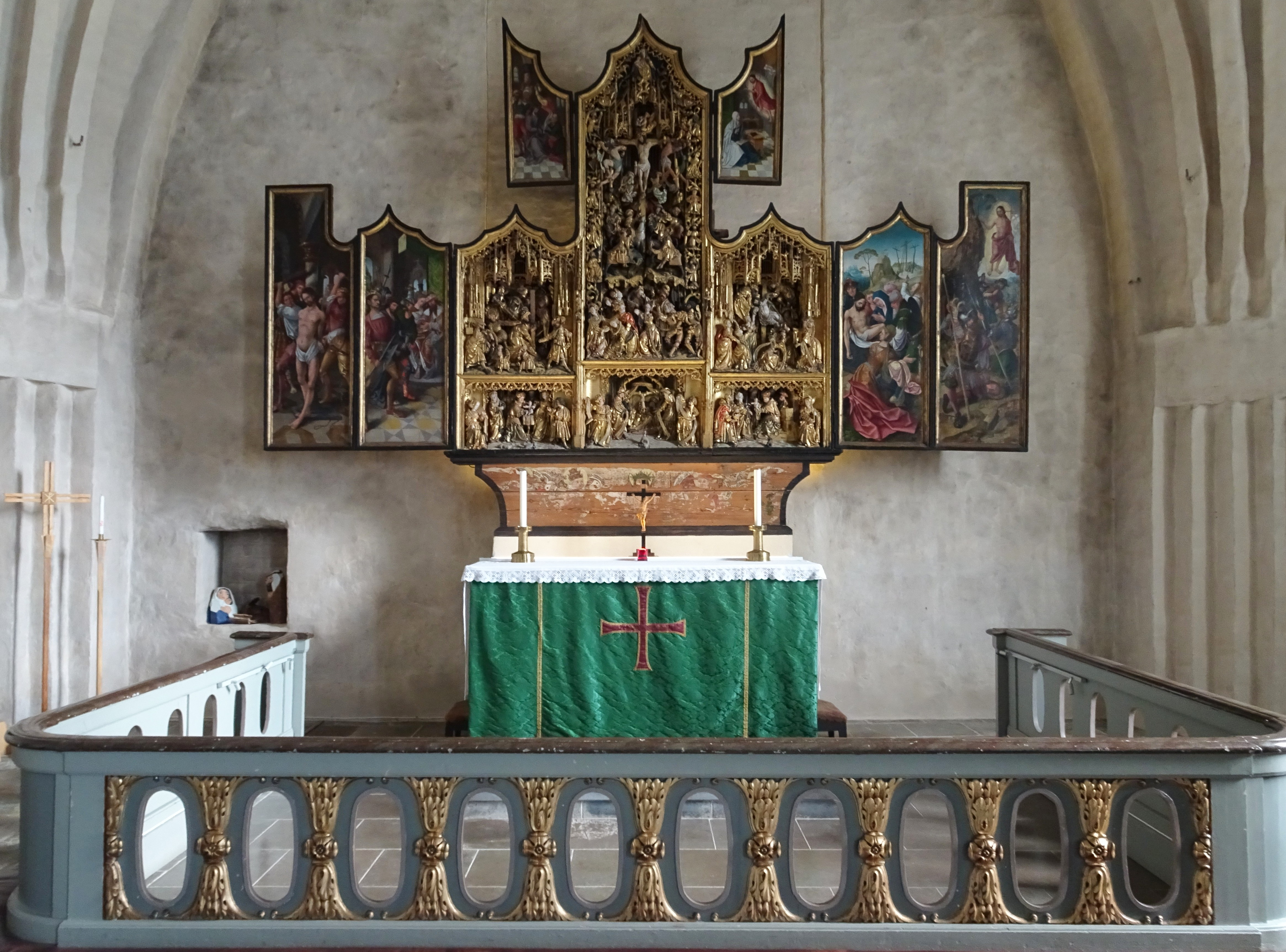
Altaret och altarskåpet.
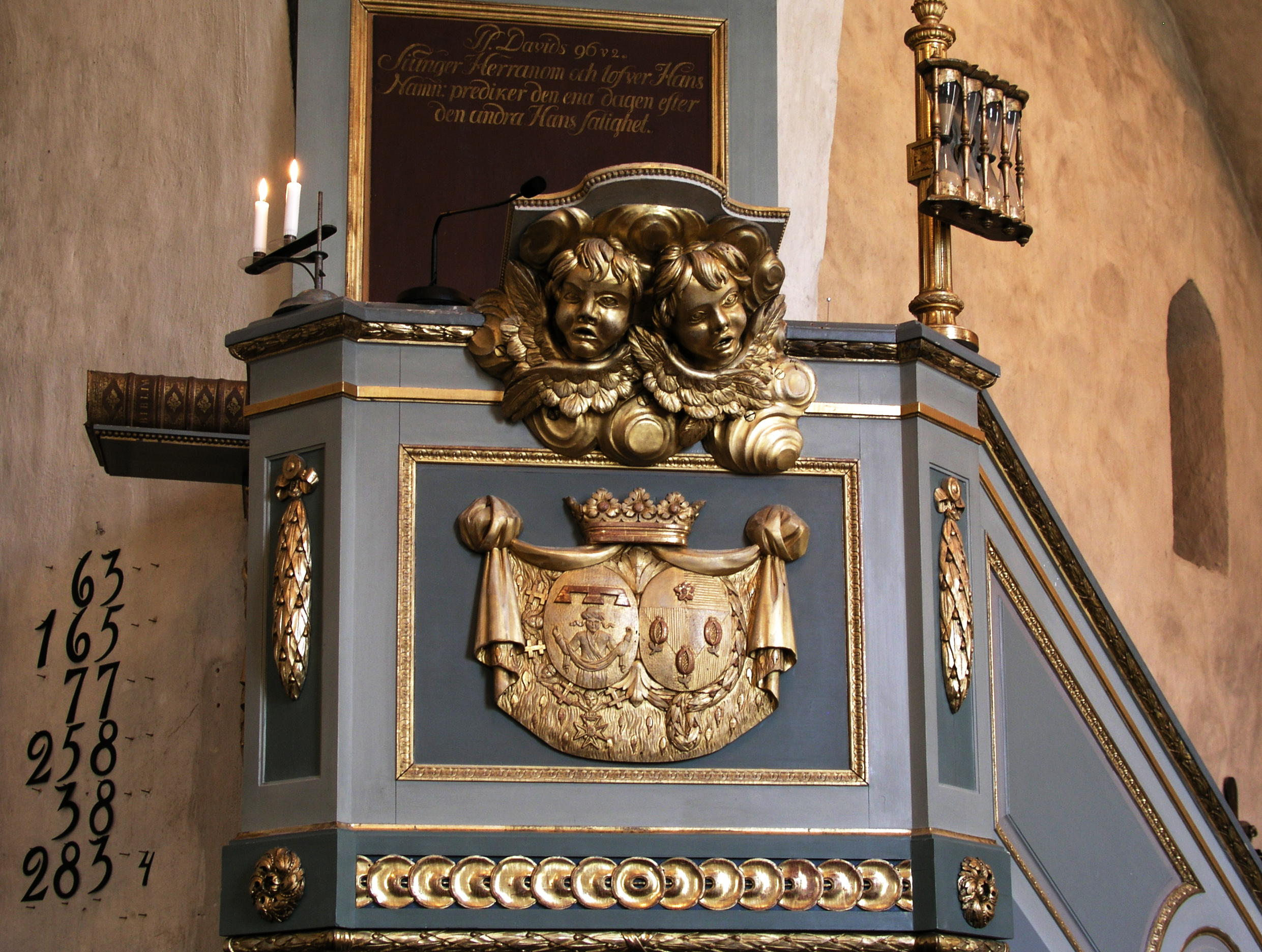
Predikstolen.
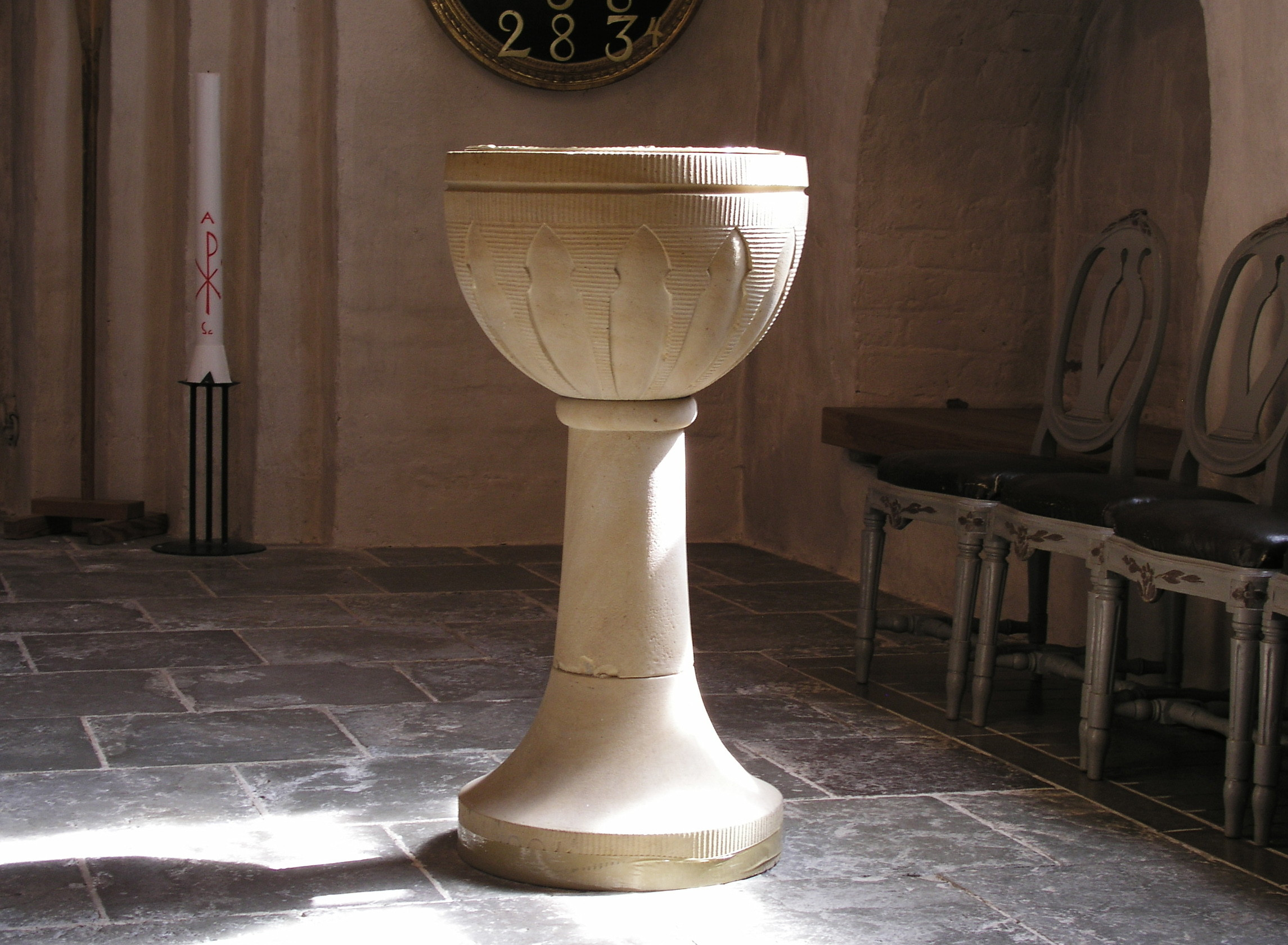
Dopfunten.
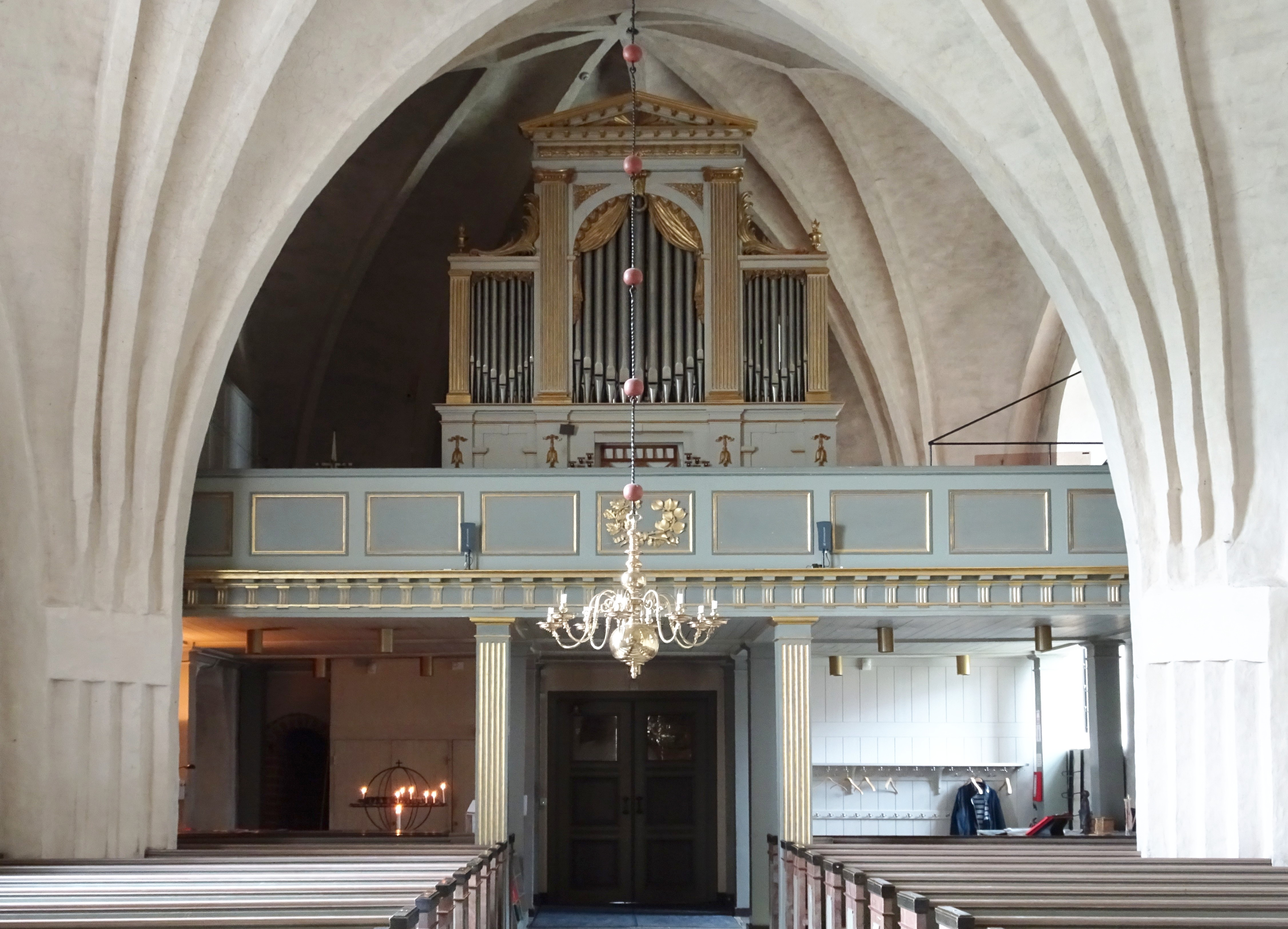
Orgelläktaren.

## Inventarier

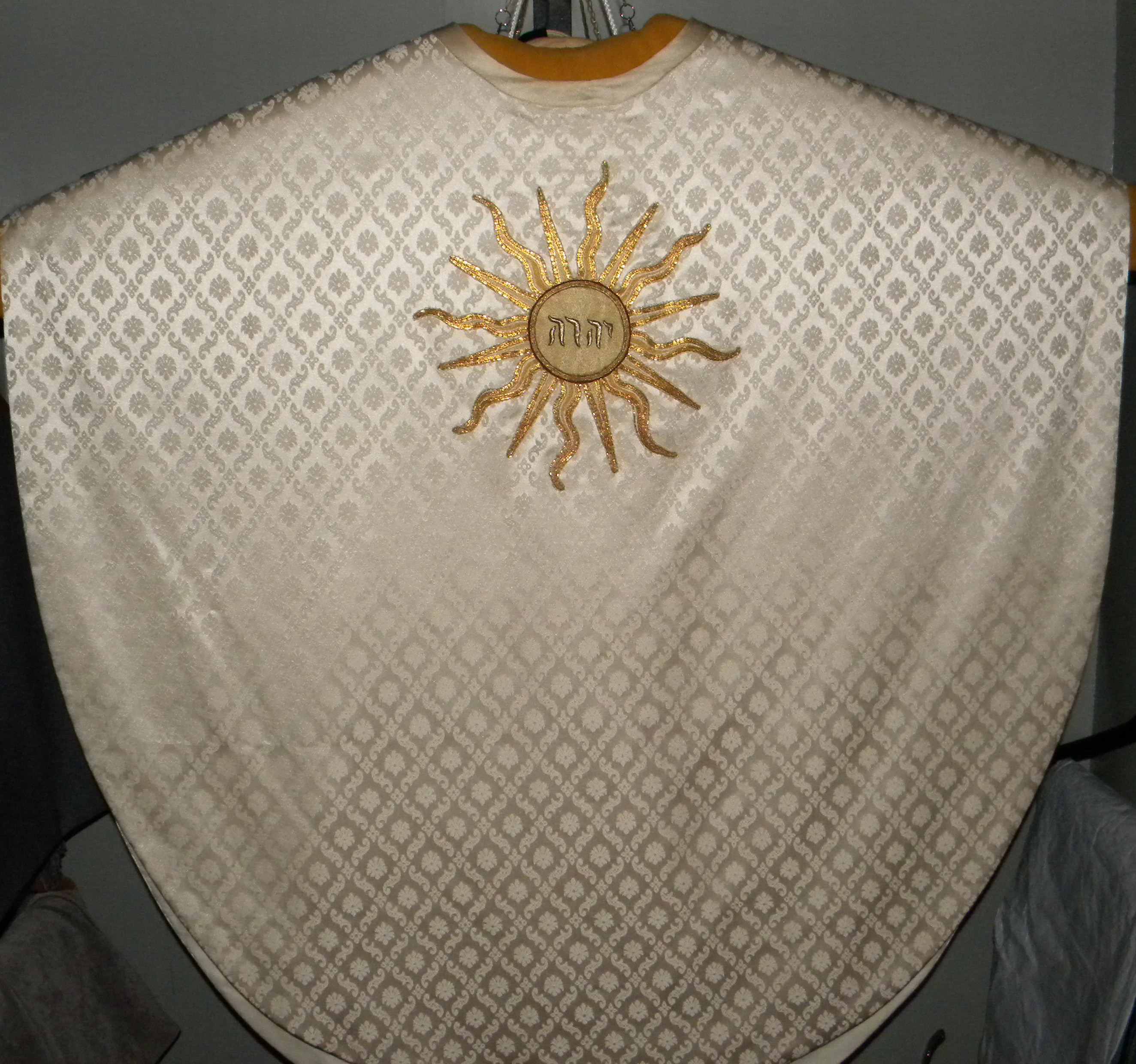
Mässhake

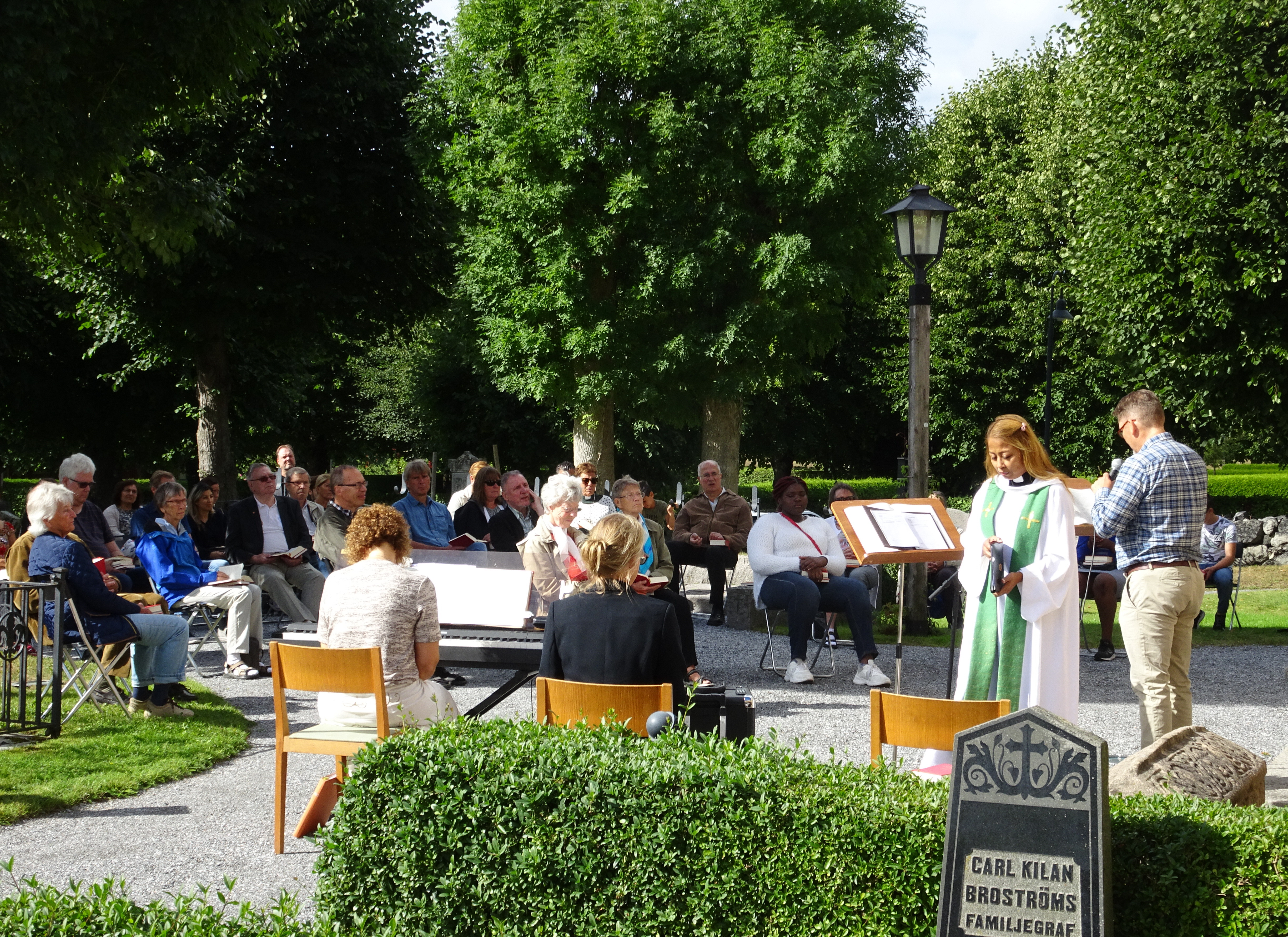
Friluftsgodstjänst, söndagen den 30 augusti 2020.

- Altarskåpet är kyrkans förnämsta inventarium och är tillverkat i Antwerpen. Skåpet är daterat till omkring 1525 och dess skulpturala delar har tillskrivits Antwerpenmästaren Jan de Molder.[5]
- Utöver altarskåpet finns inte längre några medeltida träskulpturer i kyrkan. Ett triumfkrucifix daterat till mitten av 1300-talet förvaras sedan början av 1900-talet i Historiska museet. Troligen tillkom krucifixet när kyrkan byggdes ut åt öster.[6]
- Dopfunten av grå sandsten är från 1904. Dess form är samma som medeltida funtar av så kallad musselskålstyp.[3][7]
- Gravvården efter Botvids bror Björn, kyrkans byggherre, det så kallade "Botkyrkamonumentet" från omkring 1150, förvaras numera på Historiska Museet. En kopia av gravvården står utanför vapenhusets södersida. Det är format som en kyrka och har inskription på latin och i runskrift.[3][8]
- I kyrktornet hänger tre klockor. Storklockan på 550 kilogram skänktes till kyrkan 1624 av Gustav II Adolf. Ursprungligen var klockan avsedd för katedralen i Riga och är sannolikt ett krigsbyte därifrån.
- Bland textilierna finns en kort mässhake.

### Orglar
- Tidigare fanns en orgel som skänktes till kyrkan 1774 och därefter uppfördes nuvarande orgelläktare och fasad vid en större renovering 1810.
- 1782 köptes en orgeln in från S:t Olofs kapell, Stockholm (föregångaren till Adolf Fredriks kyrka). Orgeln var skänkt till den kyrkan 1698 och ombyggd 1748 av Jonas Gren och Petter Stråhle, Stockholm och hade då 8 stämmor. Orgeln såldes 1810 till Huddinge kyrka och senare till Havdhems kyrka. Fasaden till orgeln finns nu på Gotlands Fornsal.
- 1812-1814 byggde Olof Schwan, Stockholm en orgel med  12 1/2 stämmor och en manual. Under tiden orgeln byggdes avled Schwan och verket fullbordades av Johan Ewerhardt den yngre, Stockholm och Zacharias Liljefors, Stockholm.
- 1912/1914 byggde Åkerman & Lund, Sundbybergs stad en orgel med 16/17 stämmor, två manualer och pedal. Orgeln byggdes om 1941 av samma firma och fick då 26/28 stämmor. Orgeln byggdes om 1955 av Kemper & Sohn, Lübeck och fick då 42 stämmor, tre manualer och pedal. Den kompletterades och förbättrades 1992 med bland annat ett positiv på fem stämmor av Nye Orgelbyggeri. Instrumentet har 36 stämmor fördelade på tre manualer och pedal.[9]
- Nuvarande läktarorgel har tillkommit i två etapper. Först byggde Åkerman & Lund Orgelbyggeri AB, Knivsta en ny orgel 1977 med 31 stämmor bakom 1814 års fasad. Orgeln var mekanisk.

Disposition på 1977 års orgel:
| Huvudverk I           | Svällverk II      | Solo III (från f0) | Pedal          | Koppel  |
| Borduna 16´ (från c0) | Borduna 8´        | Cornett V          | Subbas 16´     | I/P     |
| Principal 8´          | Gamba 8'          | Vox humana 8'      | Principal 8'   | II/P    |
| Öppenflöjt 8'         | Unda maris 8'     | Tremulant          | Dubbelflöjt 8' | II/I    |
| Octava 4'             | Principal 4'      |                    | Kvint 5 1/3'   | III/I   |
| Coppula 4'            | Tvärflöjt 4'      |                    | Octava 4'      | III/II  |
| Kvvint 2 2/3'         | Octavflöjt 2'     |                    | Mixtur III     | II 4'/P |
| Octava 2'             | Kvint 1 1/3'      |                    | Basun 16'      |         |
| Ters 1 3/5'           | Fagott 16'        |                    | Trumpet 8'     |         |
| Mixtur IV-V           | Oboe 8'           |                    |                |         |
| Trumpet 8'            | Clairon 4'        |                    |                |         |
|                       | Tremulant         |                    |                |         |
|                       | Crescendosvällare |                    |                |         |

#### Diskografi
- Fransk orgelmusik i Botkyrka kyrka / Karlsson, Rune, orgel. CD. Nosag CD 058. 2000. - Inspelat 1999.

## Kyrkogården
Kyrkan omges av en stor kyrkogård. Den äldre delen, runt kyrkan, omges av en kallmurad mur från 1700-talets slut, med ingångar i norr och väster. På kyrkogården växer alm, ask och lönn. Här finns tre gravkor: det Liljencrantzska i nordväst, ritat 1807 av Carl Christoffer Gjörwell d.y. för Johan Liljencrantz, det Piperska i sydost, uppfört 1843 för Carl Clas Piper, och det Wåhlinska ytterligare en bit åt sydost, uppfört 1953 för Tora och Per Wåhlin på Hallunda gård och ritat av Erik Lundberg. Liljencrantzska gravkoret inreds 1943 till kolumbarium. På kyrkogården ligger även grosshandlaren Anders Tottie begravd som bland annat ägde Tullinge gård och Tottieska malmgården.
År 2017 startade ett omfattande arbete med utvidingen av kyrkogården åt söder och sydväst. Fullt utbyggd kommer området att få 740 askgravar utöver minneslund och urngravar. Gravvården till varje gravplats utförs i cortenstål och får samma gestaltning inom hela gravkvarteret.
På grönområdet söder om kyrkan står Pilgrimsträdet, en ek som planterades 2015 i samband med "Ekovandringen" som gick från Uppsala via Lund till Paris. Under vandringen passerades även Botkyrka kyrka som numera är en rastplats för pilgrimer. Under Ekovandringen planterades 58 ekar, den på Botkyrka kyrkogård är nummer 9. Trädet är även start/mål för Sankt Botvids pilgrimsled som sträcker sig mellan Botkyrka kyrka och Salems kyrka.

### Bilder kyrkogården

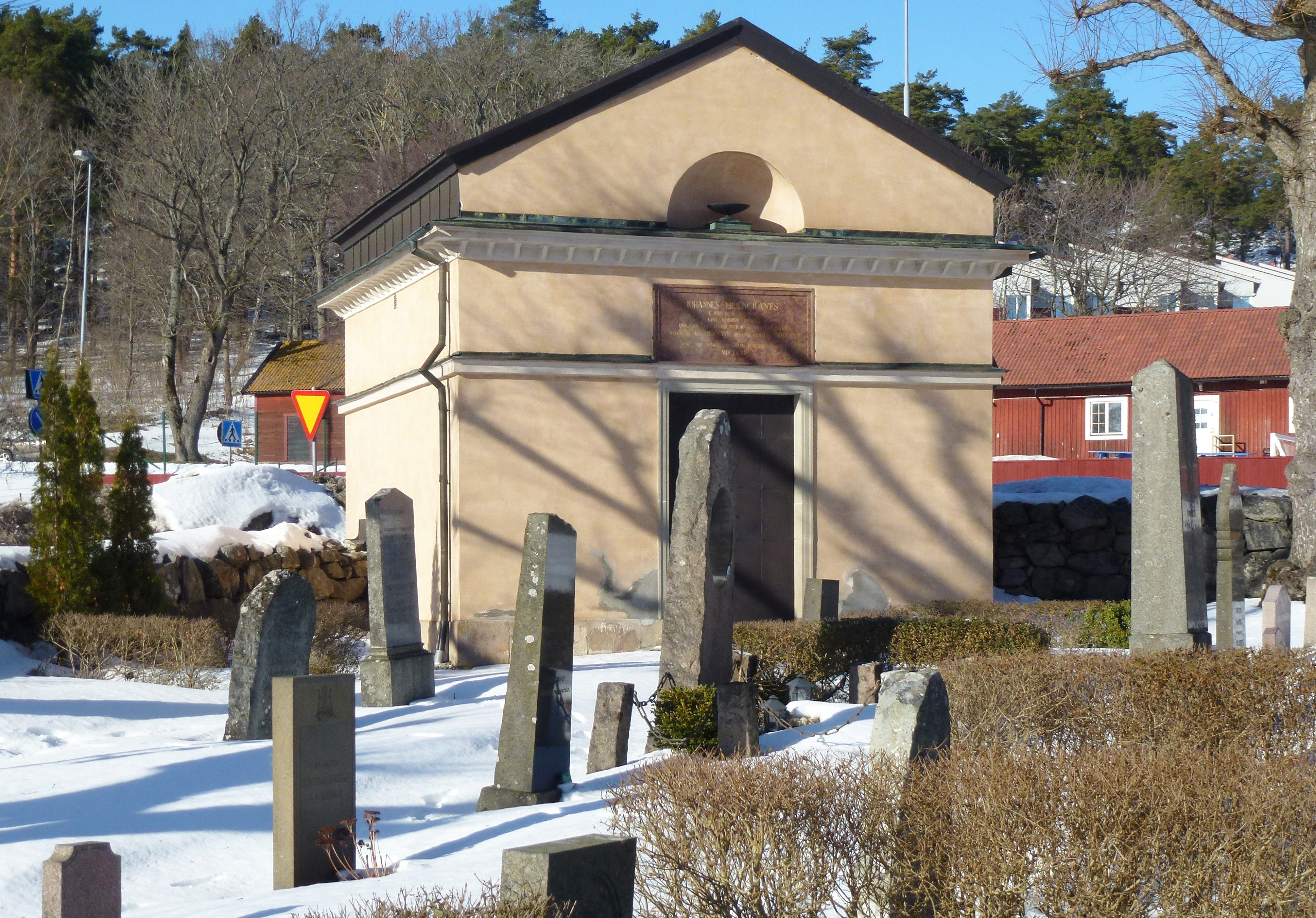
Liljencrantzska gravkoret.
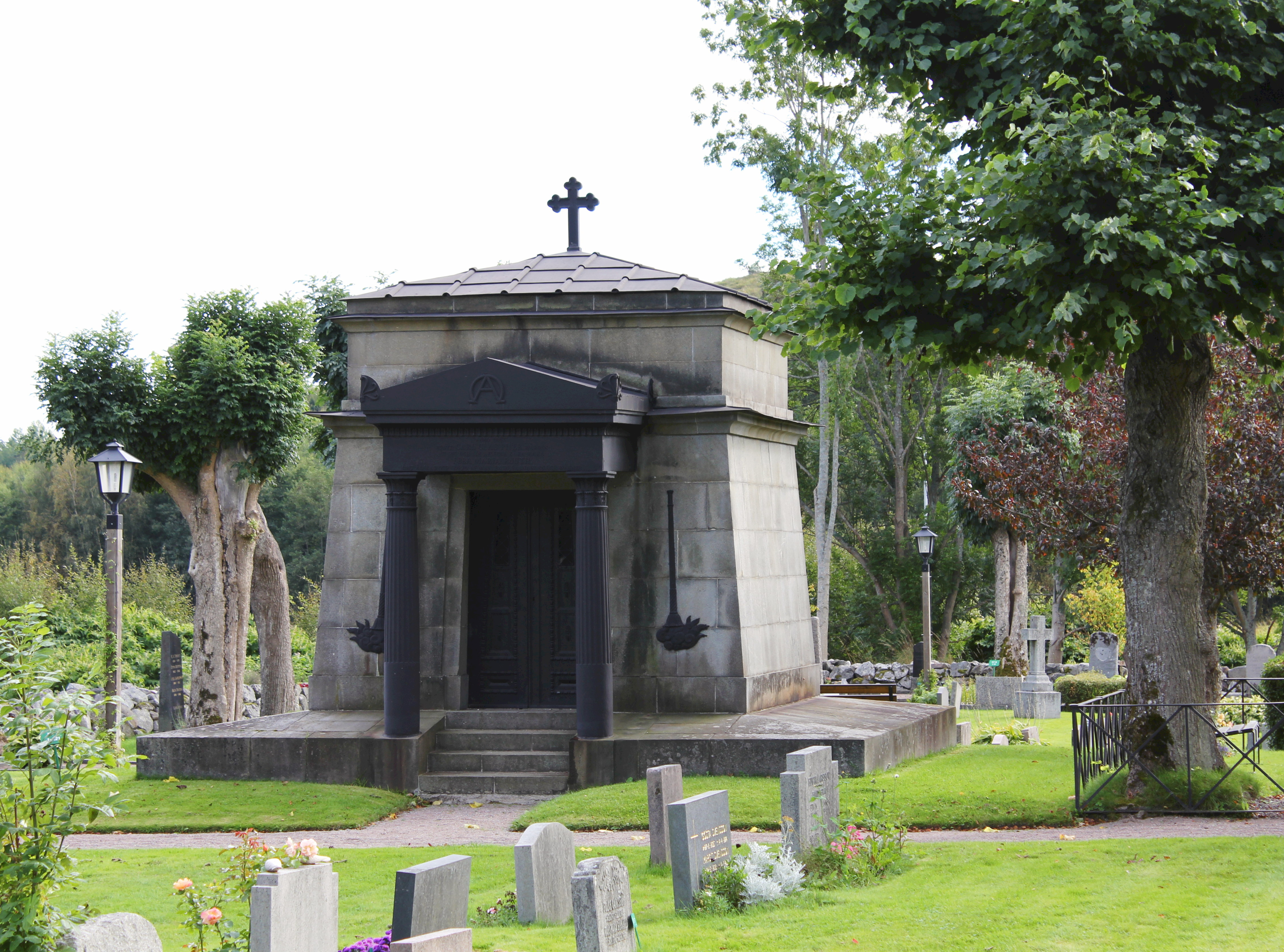
Piperska gravkoret.
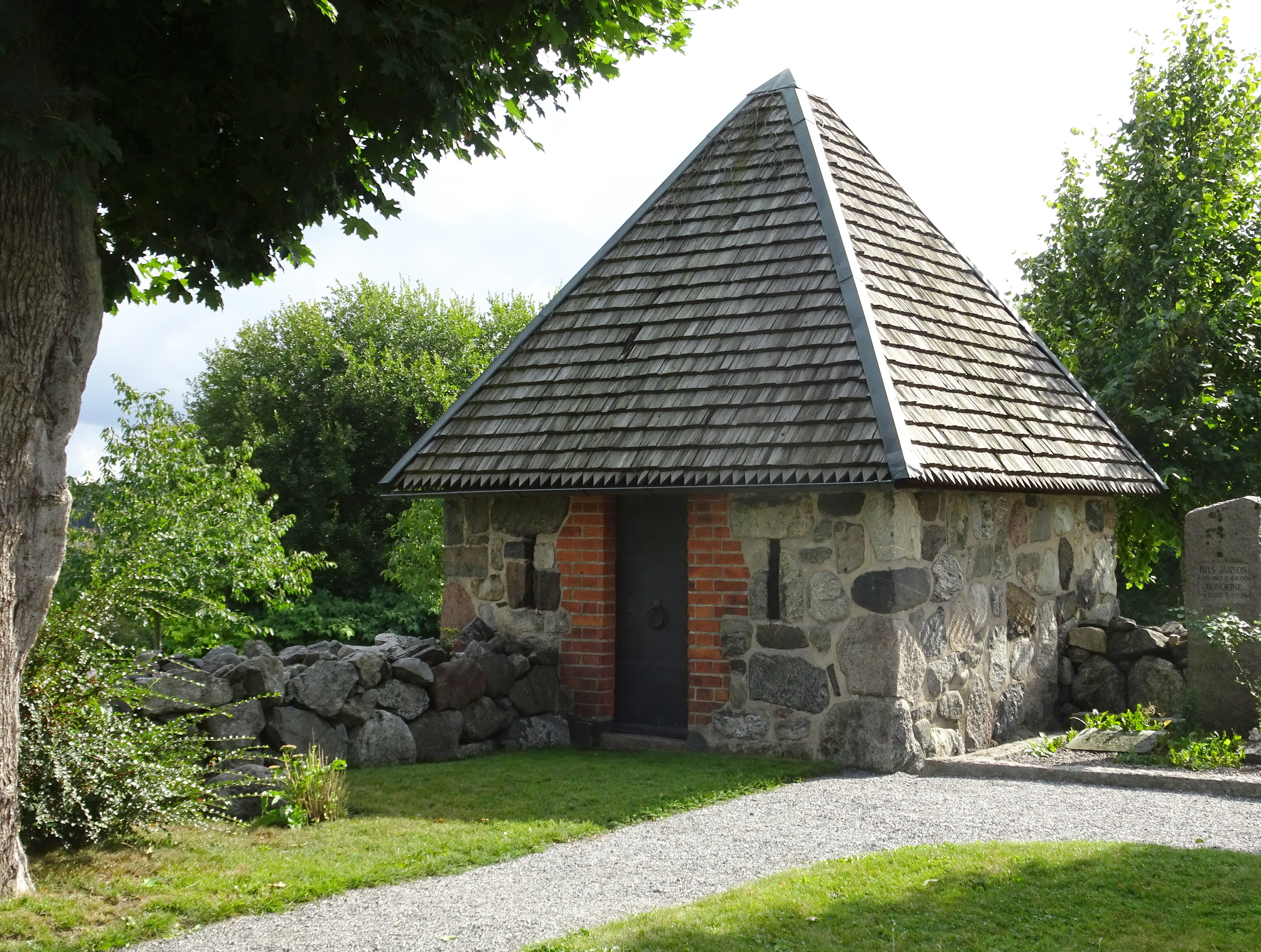
Wåhlins gravkor.
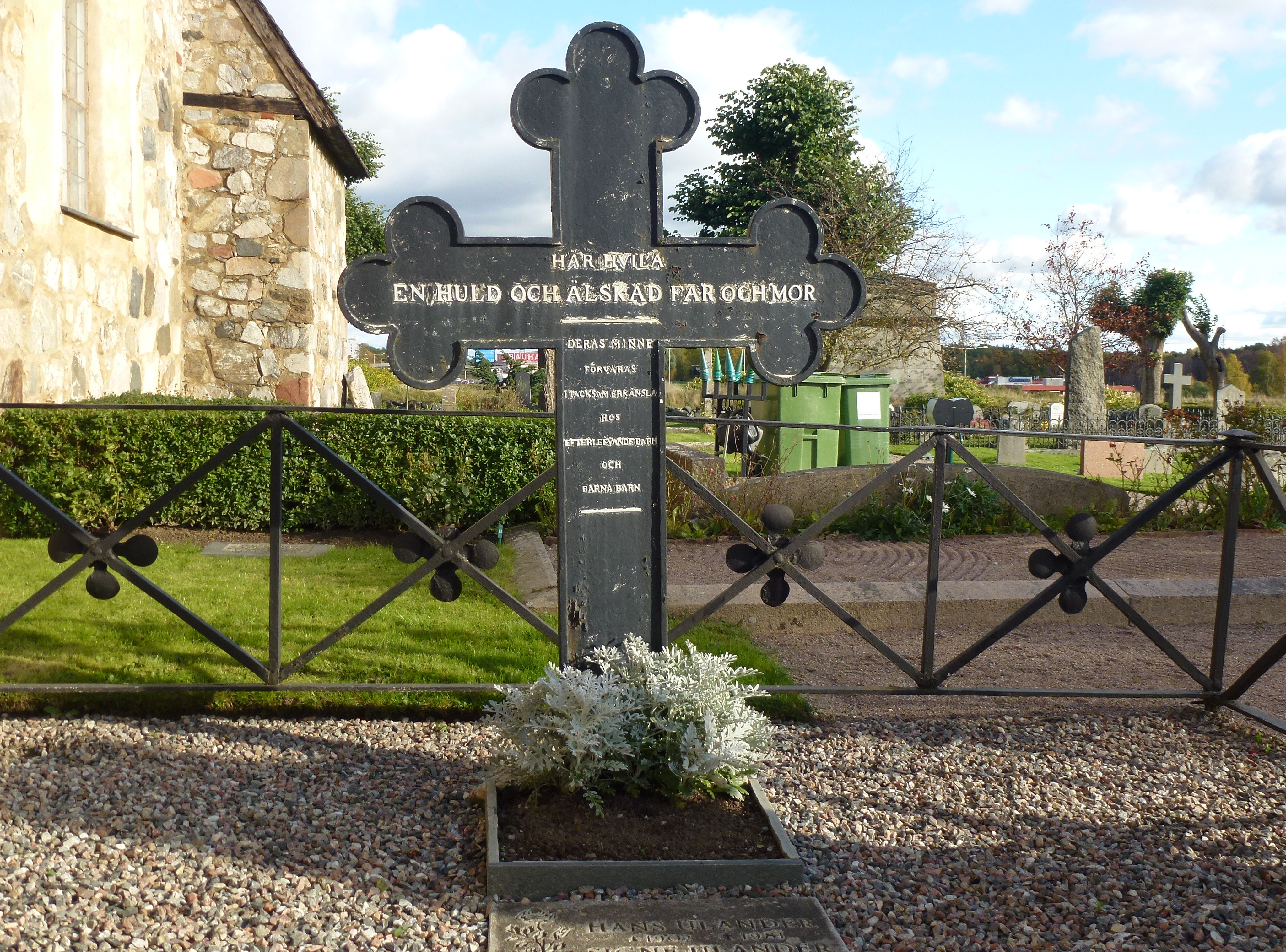
Familjegrav i gamla delen.

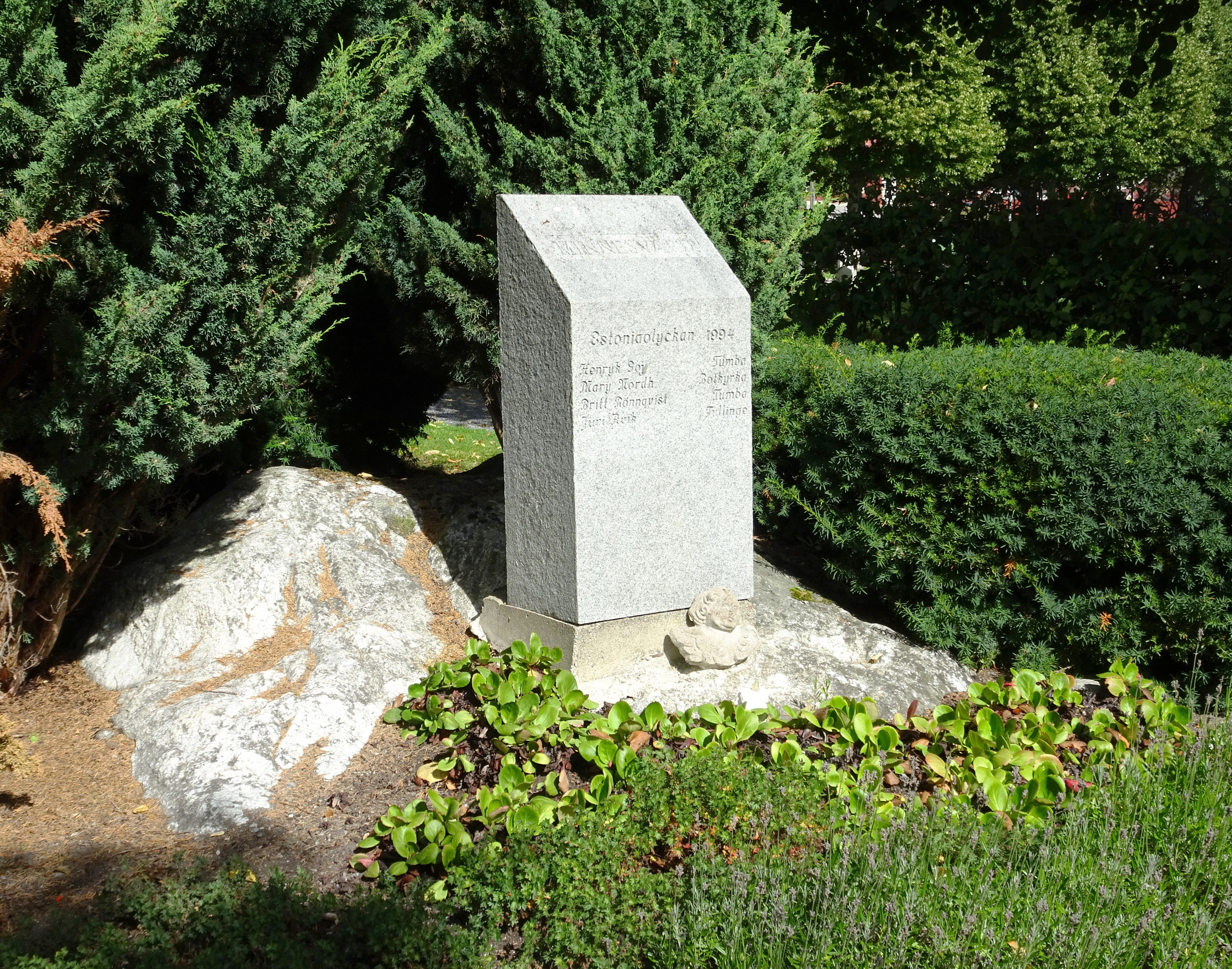
Estonia minnessten.
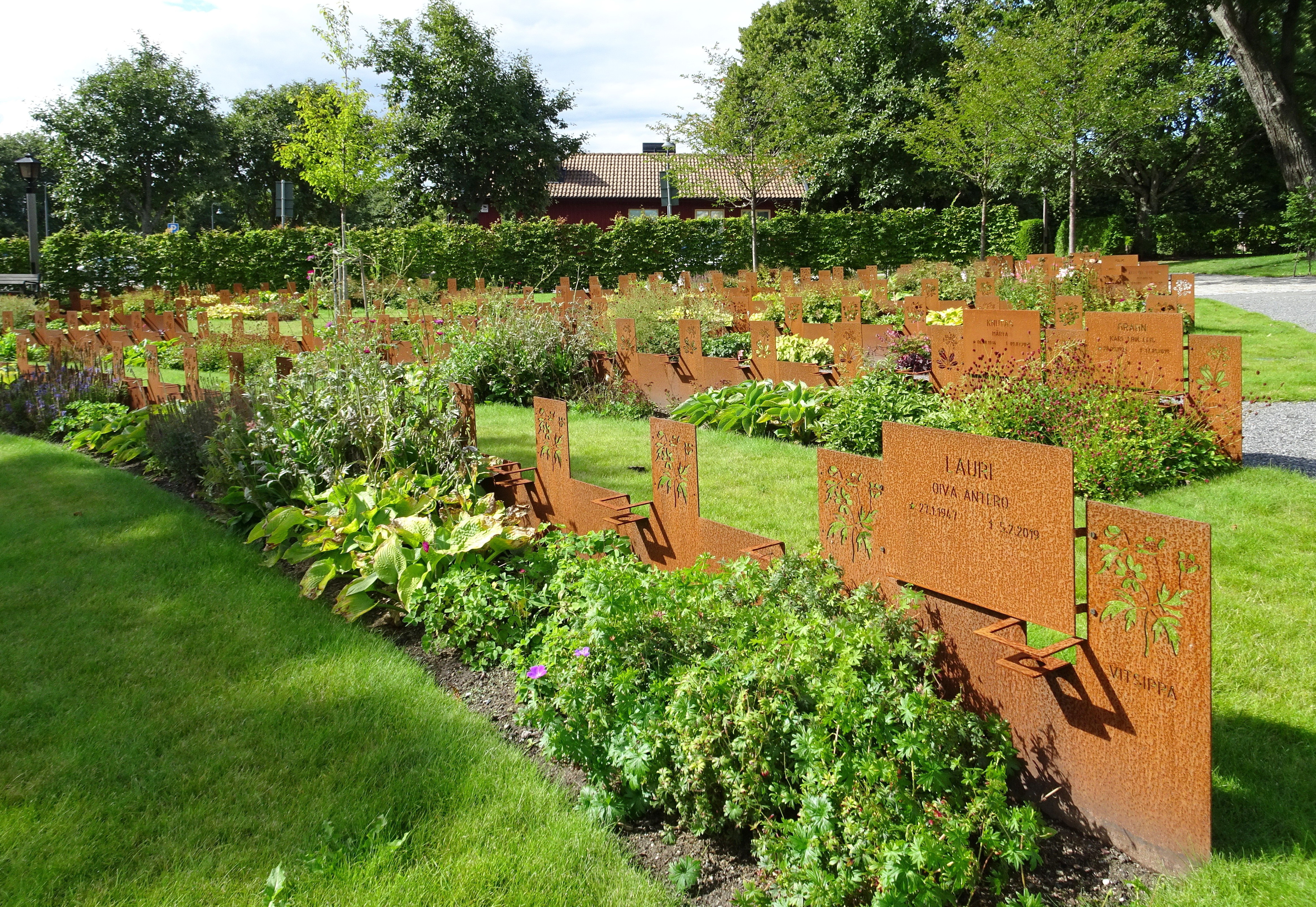
Nya delen söder om kyrkan.
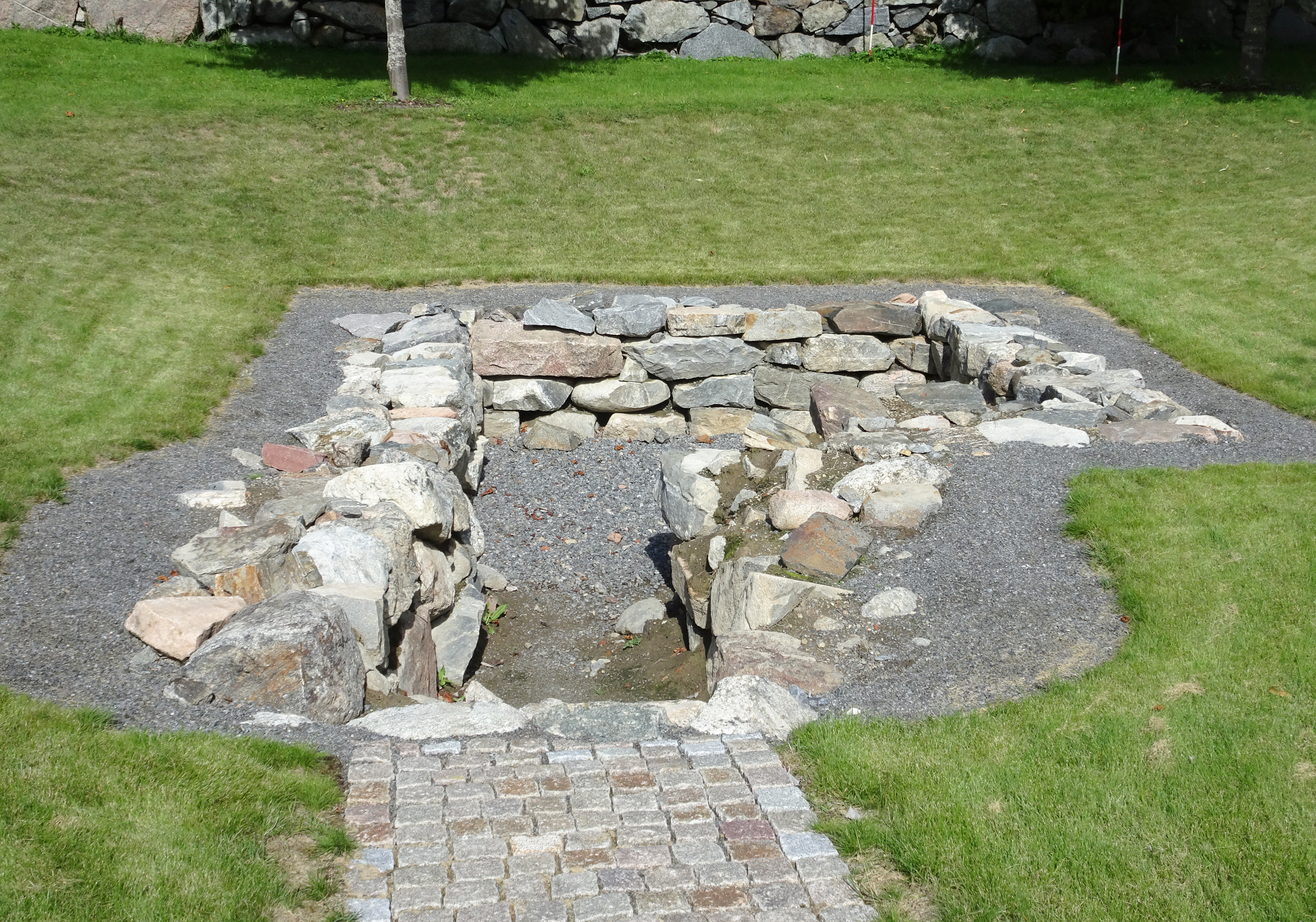
Restaurerad källargrop som tillhört en kyrkokrog.
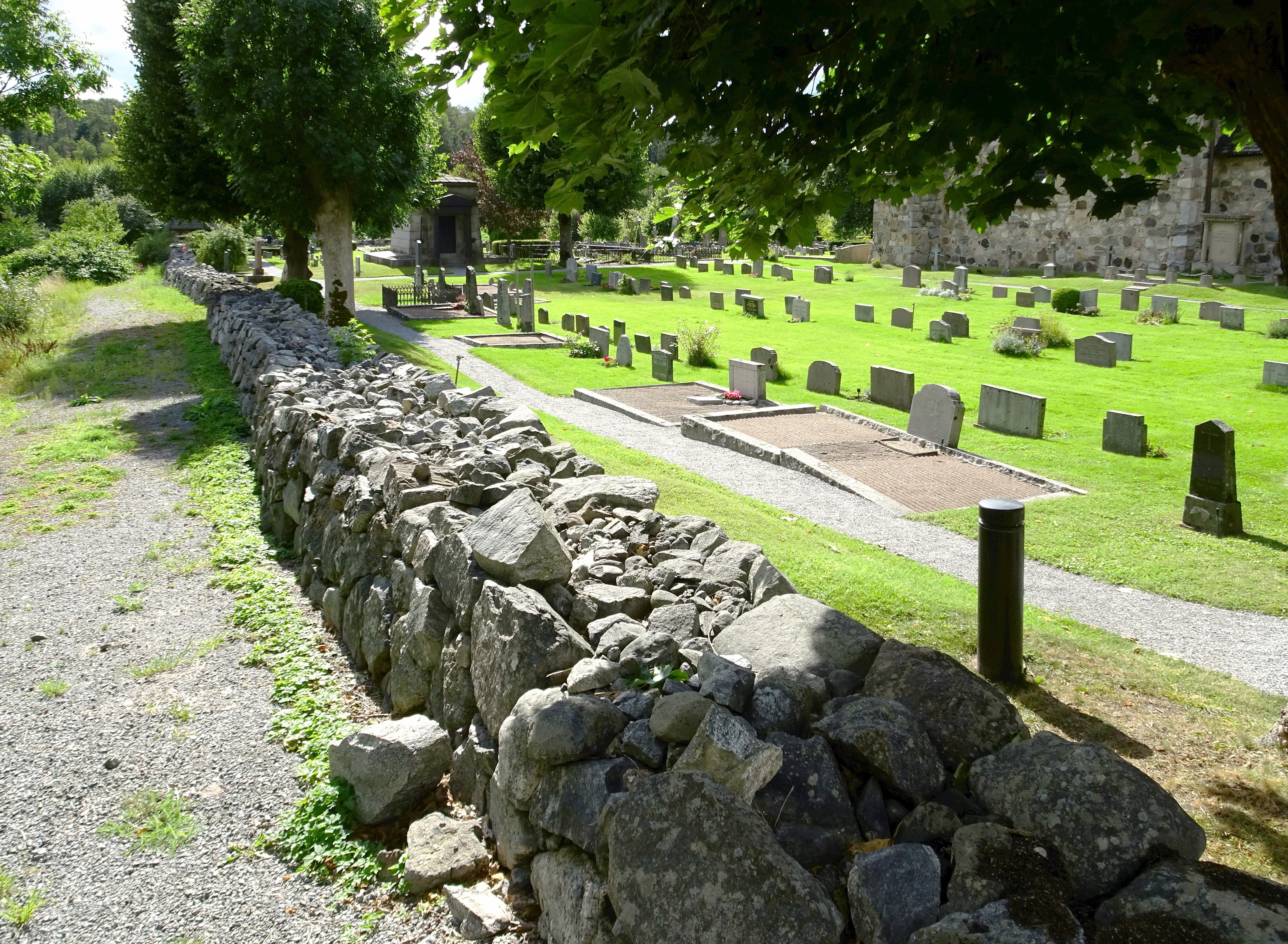
Gamla delen med östra Bogårdsmuren.

## Omgivningar

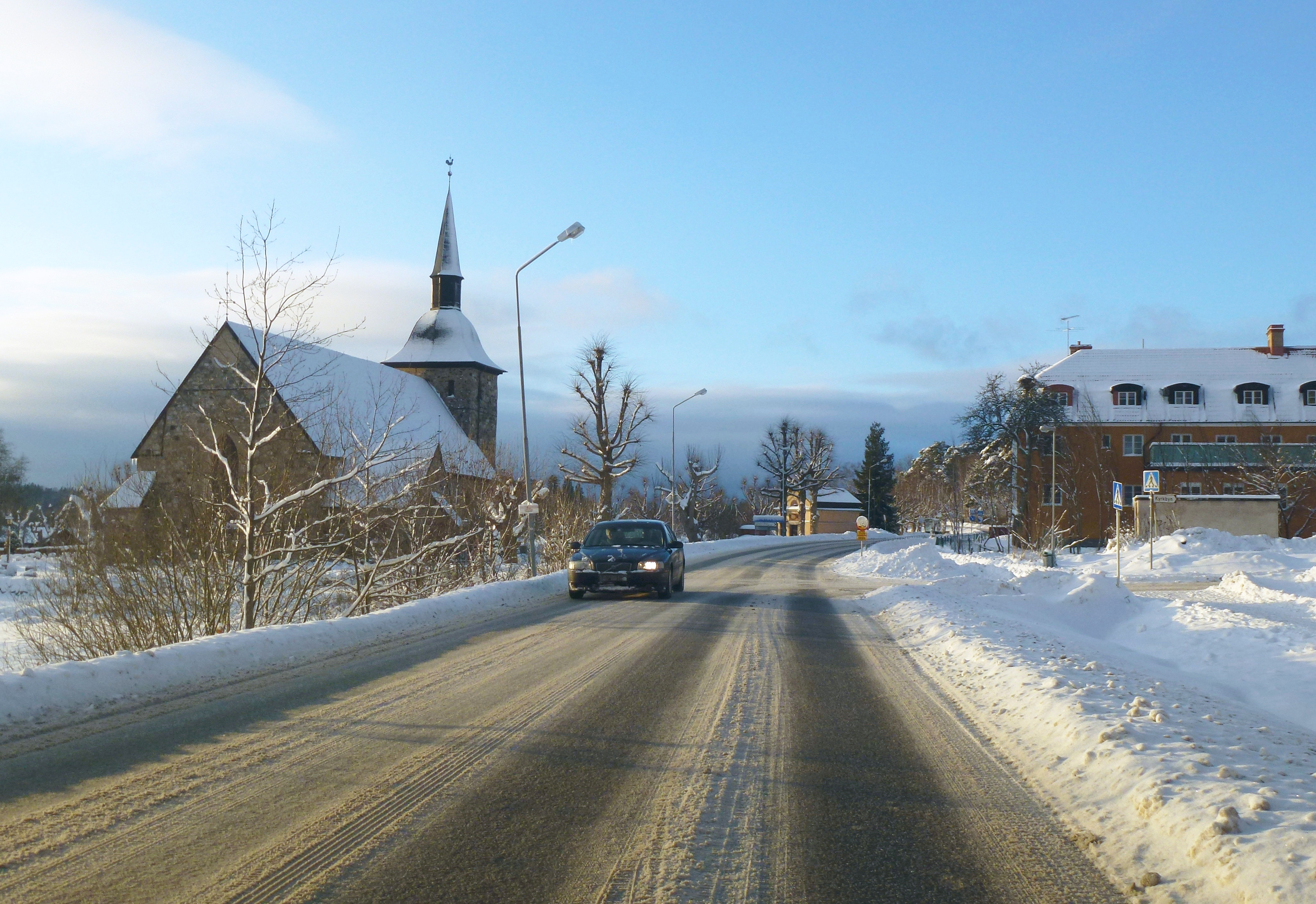
Sankt Botvids väg går förbi kyrkan.

Kyrkan ligger i norra delen av Botkyrka kommun, mellan motorvägen Södertäljevägen (E4/E20) i söder och Eriksbergsåsen i norr. Förbi kyrkan ledde gamla färdvägen till Södertälje (numera Sankt Botvids väg). På norra sidan av vägen ligger Klockargården som ursprungligen uppfördes lite längre österut och finns omnämnd i Stockholms tänkeböcker från år 1586. Byggnaden som står där nu är från 1822. Klockargården fungerar idag som församlingshem. 
Direkt öster om Klockargården ligger det före detta Botkyrka fattighus. Det första fattighuset kom till någon gång i början på 1700-talet. Det byggdes på initiativ av Tumba bruk som tog ansvar för sina gamla arbetare. Dagens byggnad restes 1798 och byggdes om i början av 1900-talet och var fattighus fram till 1911 då det blev ålderdomshem. Ännu sitter två fattigbössor kvar i stenväggen mot landsvägen som en påminnelse om dess tid som fattighus. Nu finns här Botkyrka friskola. Ännu lite längre österut byggdes 1849 Botkyrka kyrkskola, Botkyrka sockens första skola, som inrättades enbart med tanke på skolverksamhet. Även det disponeras idag av Botkyrka friskola.
Hammarby prästgård ligger strax väster om Botkyrka kyrka vid Prästviken i sjön Aspen. Namnet ”Botkyrka” härrör från den helige Sankt Botvid som enligt en legend växte upp på Hammarby gård. Under medeltiden blev gården prästgård. Den nuvarande huvudbyggnaden uppfördes år 1804 och var kyrkans prästgård fram till 1997. 
Den 7,5 kilometer långa Sankt Botvids pilgrimsled invigdes officiellt den 10 september 2017, sträcker sig mellan Botkyrka kyrka och Salems kyrka och vill påminna om när kvarlevorna efter Botkyrkas skyddshelgon Sankt Botvid 1129 fördes från Salems kyrka, där han först begravdes, till Botkyrka kyrka. Denna moderna pilgrimsled följer dock bara delvis den historiska färdvägen mellan Salem och Botkyrka som under medeltiden fick namnet Göta landsväg.

### Bilder, byggnader i omgivningen

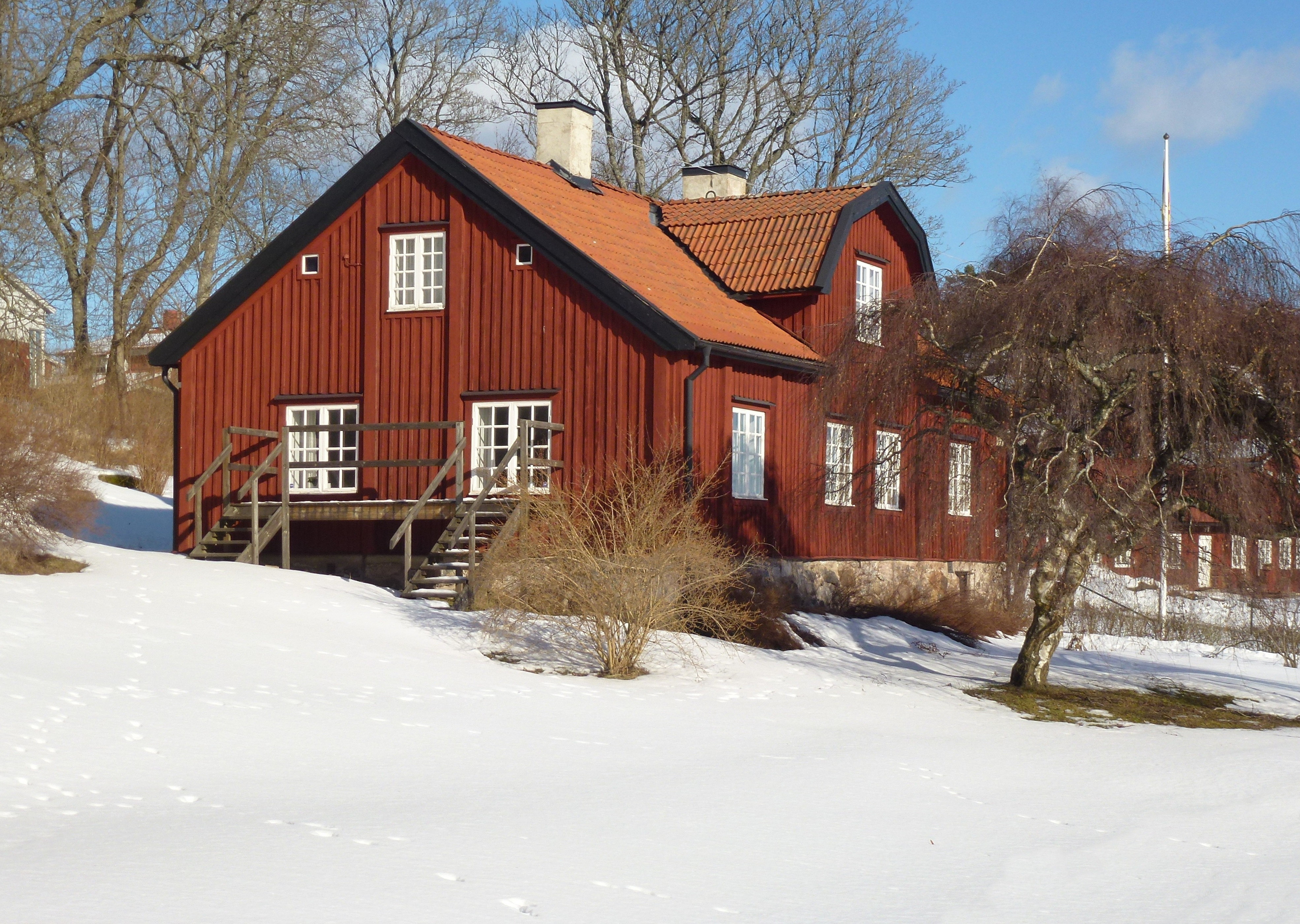
Klockargården.
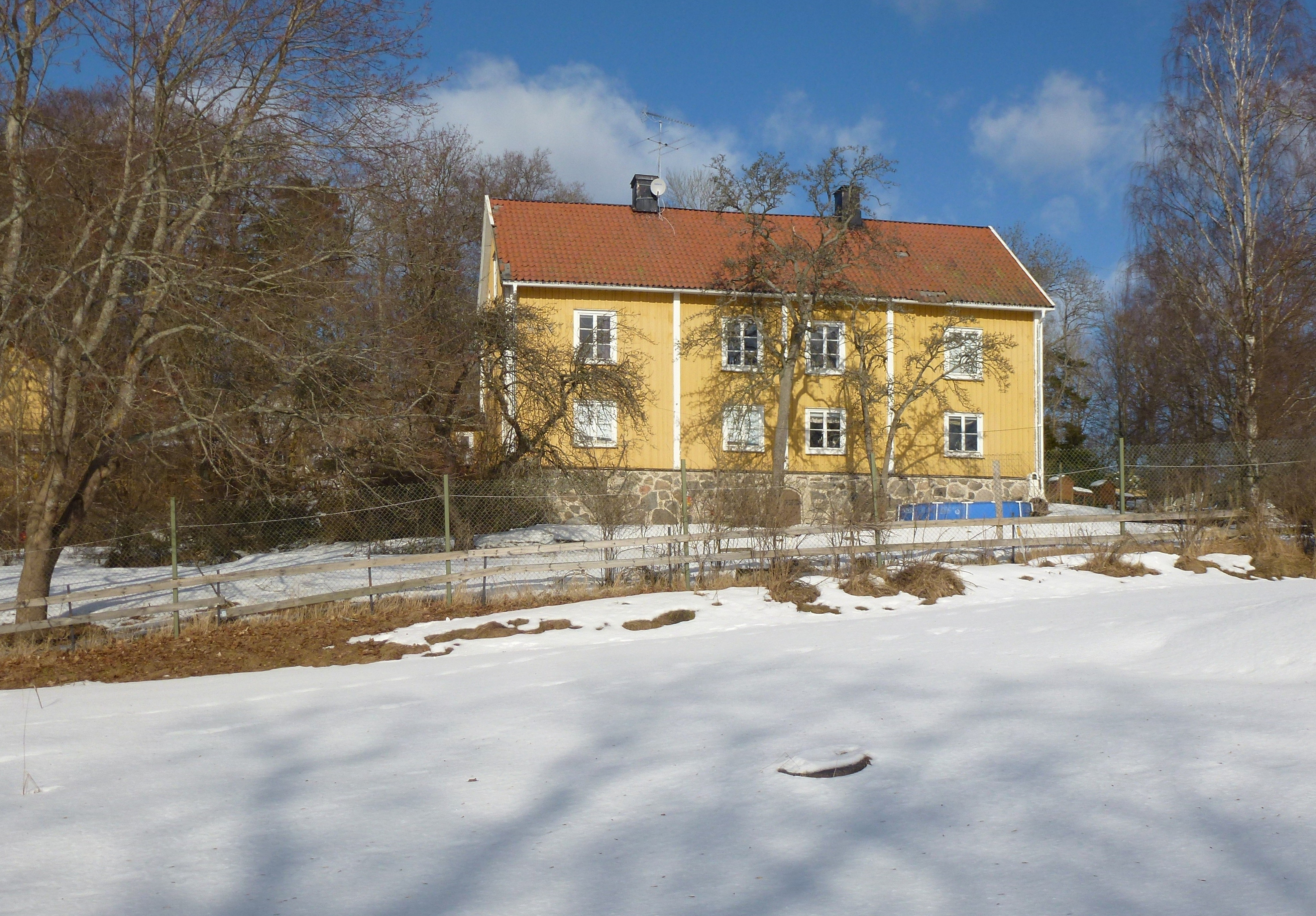
Hammarby prästgård.
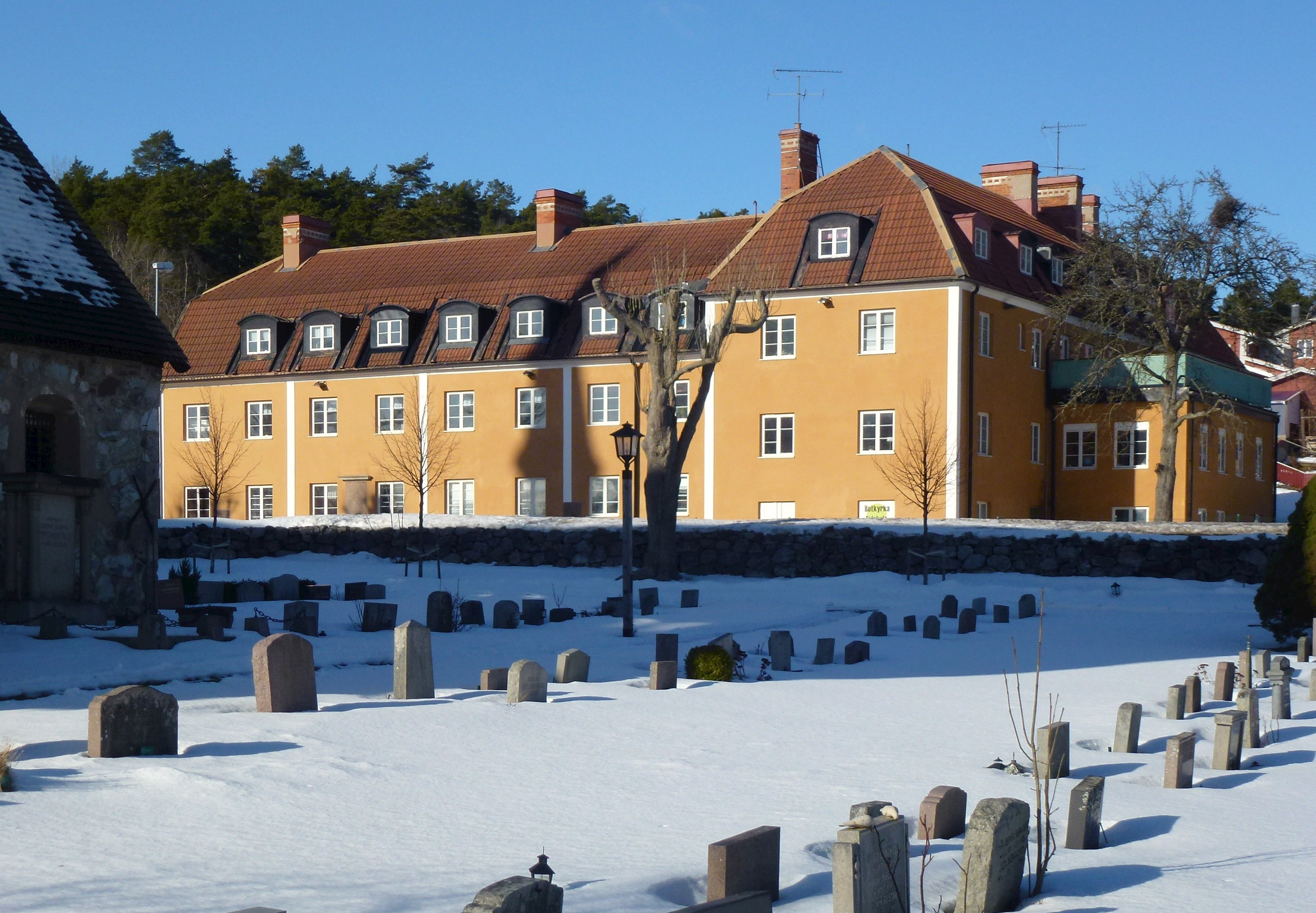
Botkyrka fattighus.
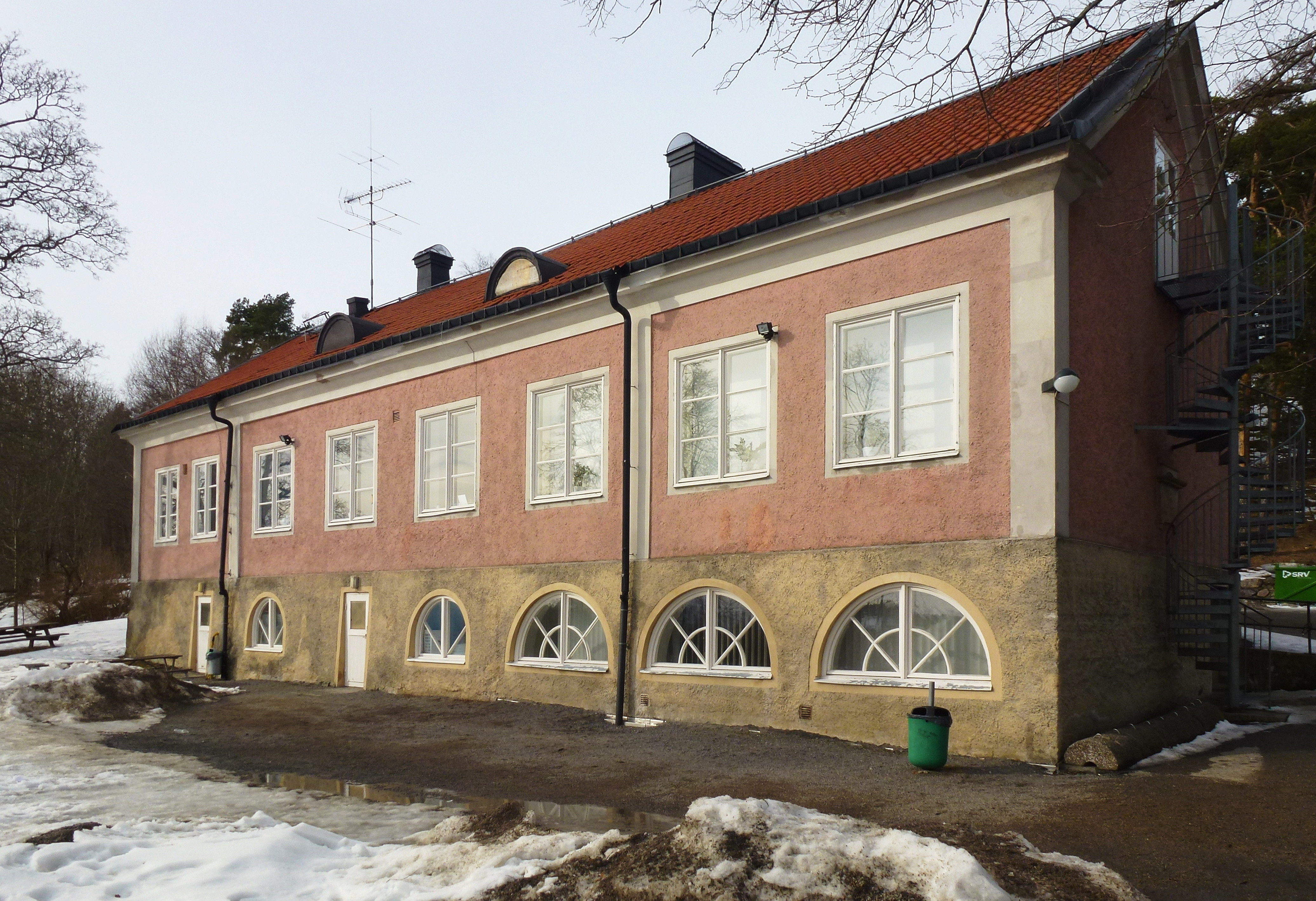
Botkyrka kyrkskola.

## Runstenar
Fyra av Södermanlands runinskrifter finns vid kyrkan: Sö 283 under tornet, Sö 284 inmurad i norra långsidan, Sö 285 vid kyrkans sydöstra hörn och en kopia av "Botkyrkamonumentet" vid vapenhuset (Sö 286). Runstenen Sö 282 fanns tidigare vid kyrkan, men är nu förkommen.

### Noter

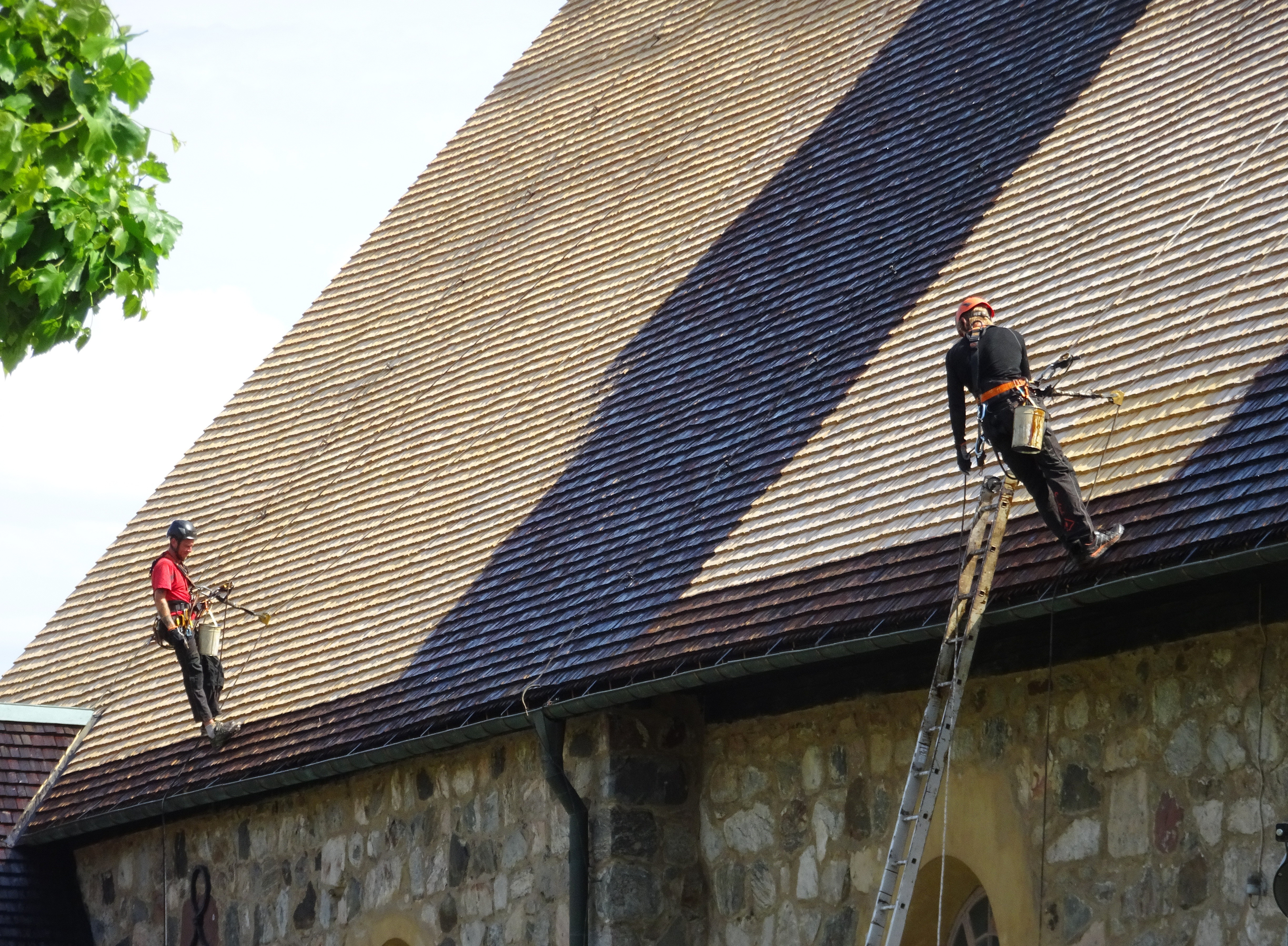
Med start i augusti 2020 renoverades Botkyrka kyrkas spåntak. Här stryks taket med trätjära, foto från 21 juni 2021.

### Bilder, runstenar

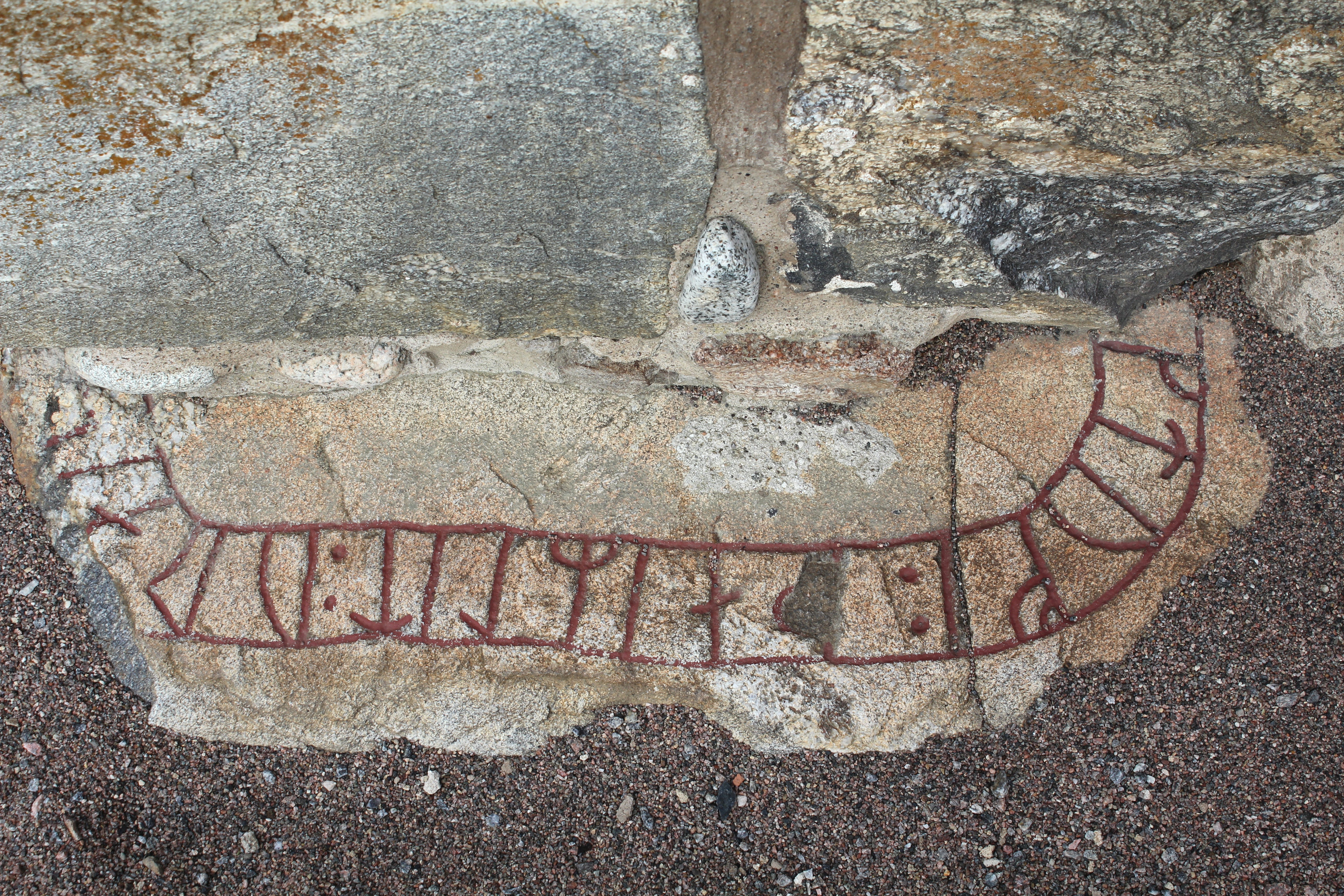
Sö 283 under tornet
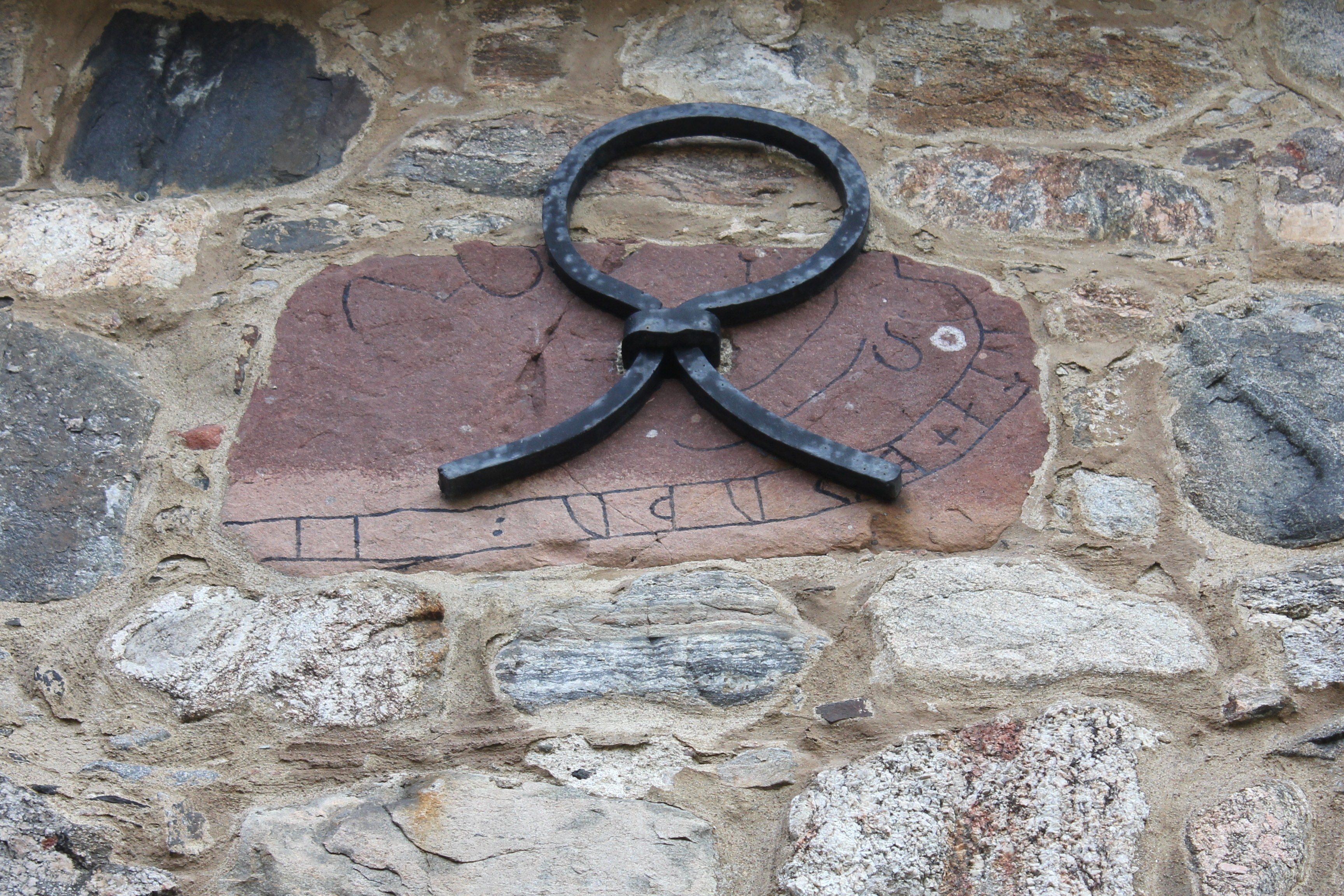
Sö 284 i nordmuren
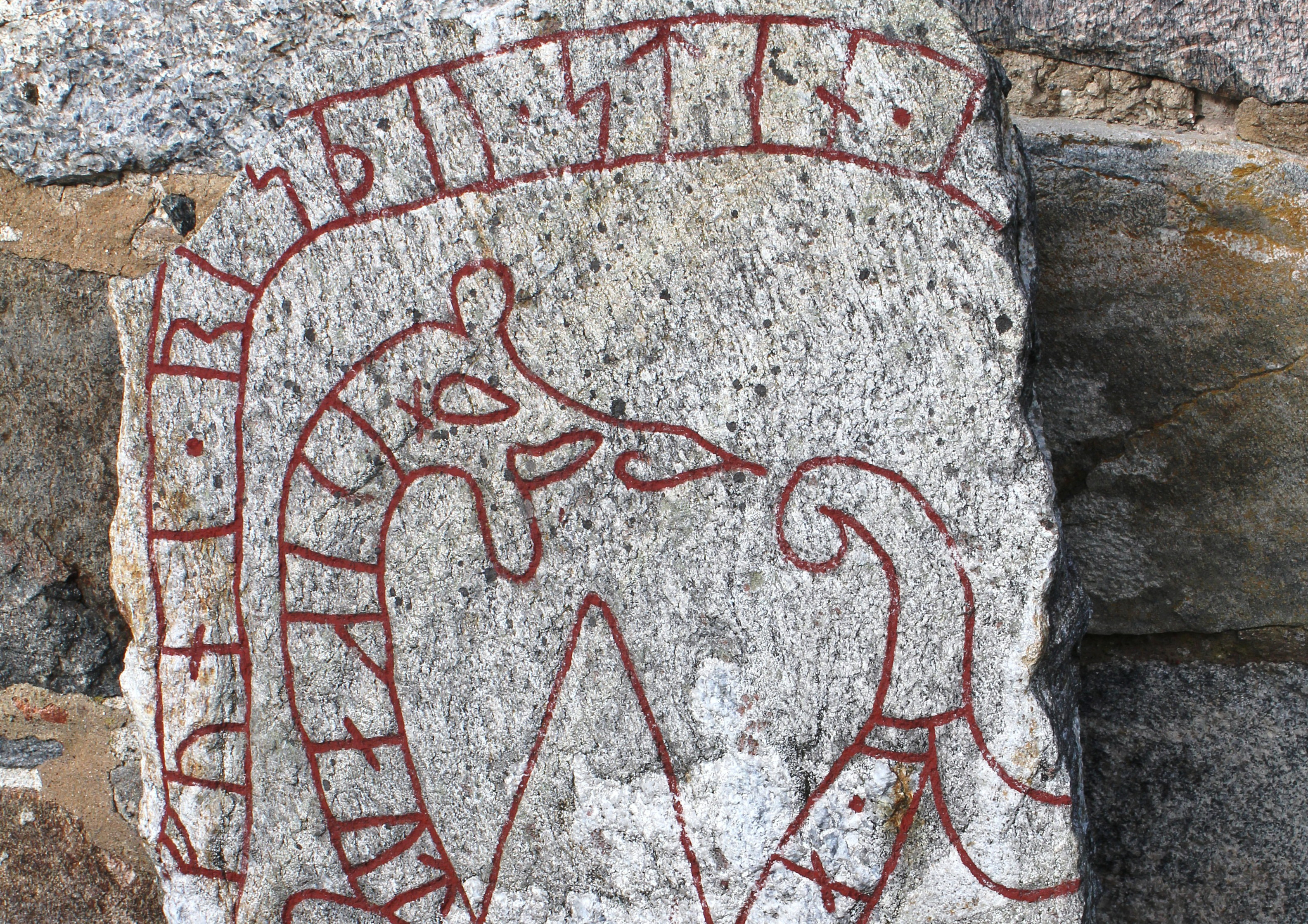
Sö 285, detalj
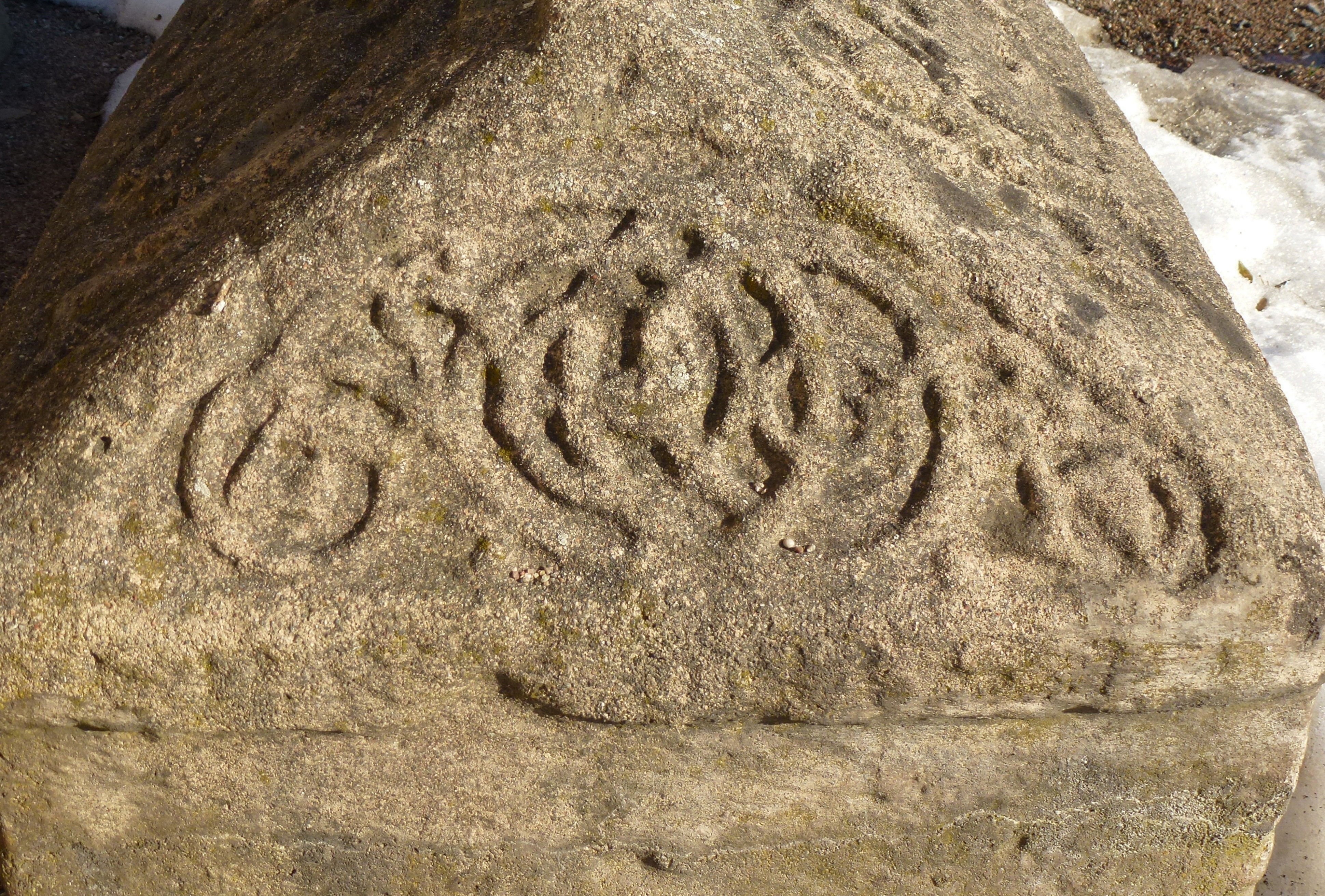
Sö 286, detalj (Botkyrkamonumentet)